# Cesena Football Club
Il Cesena Football Club, meglio noto come Cesena, è una società calcistica italiana con sede nella città di Cesena. Milita in Serie B, la seconda divisione del campionato italiano.
Costituita nel 2018, prosegue de facto la tradizione sportiva iniziata nel 1940 con la fondazione dell'Associazione Calcio Cesena, fallita al termine della stagione 2017-2018.
Vantando 13 partecipazioni nella massima serie, detiene la 39ª miglior tradizione in Italia e il 39º posto nella classifica perpetua della Serie A, sommando i punteggi ottenuti nelle varie annate secondo il regolamento dell'epoca.
Nel massimo campionato vanta come miglior piazzamento il sesto posto raggiunto nella classifica finale della stagione 1975-76. Tale risultato costituisce il miglior piazzamento mai conquistato da una squadra espressione di una città non capoluogo di provincia (il capoluogo dell'allora Provincia di Forlì, che comprendeva il Forlivese, il Cesenate e il Riminese, era infatti Forlì) nell'epoca del girone unico, a pari merito col risultato conseguito dal Sassuolo nella Serie A 2015-2016.

## Storia

### Dagli albori del calcio cesenate agli anni 1940: i primi passi dell'A.C. Cesena

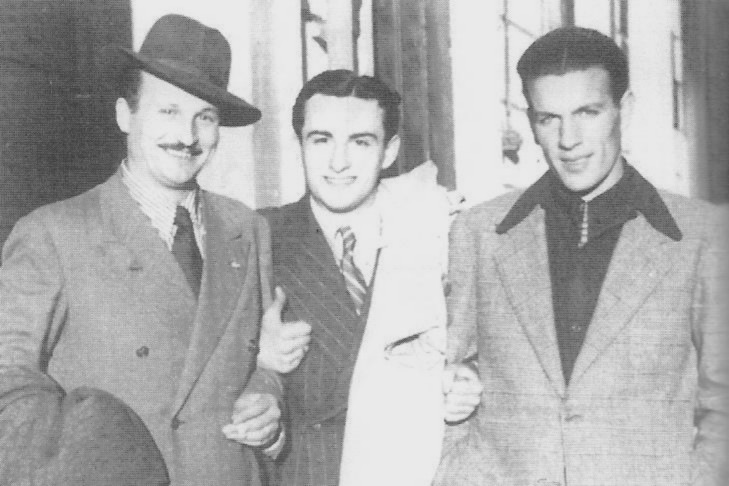
Da sinistra: Alberto Rognoni, Renato Piraccini e Arnaldo Pantani, i fondatori dell'A.C. Cesena

Nel 1921 compare per la prima volta il calcio a Cesena grazie al pioniere Aldo Proli che, seguito da un gruppo di appassionati di calcio, dà vita alla prima società calcistica cesenate, l'Unione Sportiva Renato Serra, intitolata ad un giovane poeta e patriota cesenate deceduto combattendo durante la prima guerra mondiale sulle alture del Carso. La divisa scelta per disputare le gare è costituita da quattro grandi scacchi alternati di colore bianco e nero, gli stessi utilizzati dallo stemma cittadino, mentre il luogo degli incontri è la cosiddetta "Barléda", un campo situato lungo il fiume Savio, sostituito successivamente da un impianto costruito appositamente in zona Casali. Nel 1939, con l'inizio del secondo conflitto mondiale, la squadra è costretta a sciogliersi per la chiamata alle armi dei suoi componenti, pur lasciando come eredità una passione per il calcio che verrà ritrovata successivamente.
Nel 1940 il conte Alberto Rognoni, all'epoca ventunenne, dopo essersi avvicinato al calcio grazie al fratello minore Carlo, portiere del Forlì, ha l'idea di creare una società calcistica, sempre con gli stessi colori dello stemma cittadino. I fratelli, con la collaborazione di Arnaldo Pantani, ex calciatore della "Renato Serra" e del Prato in Serie C, e Renato Piraccini, titolare di un negozio di pelletteria in corso Mazzini ed ex dirigente della "Renato Serra", gettano le basi per la fondazione della società. A questi si aggiungono in seguito il dottor Montemaggi, il dottor Sarti, l'ingegner Mazzotti, Pio Zangheri, il sig. Bonoli e il sig. Giugni, che insieme costituiscono il primo consiglio direttivo della nuova società. Il 21 aprile 1940 ha luogo la prima riunione del consiglio presieduta da Giuseppe Ambrosini, il quale decreta la nascita ufficiale dell'Associazione Calcio Cesena riprendendo come colori sociali gli stessi precedentemente utilizzati dalla "Renato Serra", e stabilendo la sede in corso Umberto I presso la Casa del fascio. Come presidente viene eletto Rognoni, mentre Piraccini assume il ruolo di direttore sportivo, e Pantani, il più esperto di calcio, quello di allenatore-giocatore. Tuttavia Pantani non compare nell'atto costitutivo societario in quanto non possedeva la tessera del Partito Fascista, e non poteva quindi assumere cariche societarie. L'affiliazione della società alla FIGC avviene l'8 agosto, e contestualmente viene effettuata anche l'iscrizione al campionato di Prima Divisione.

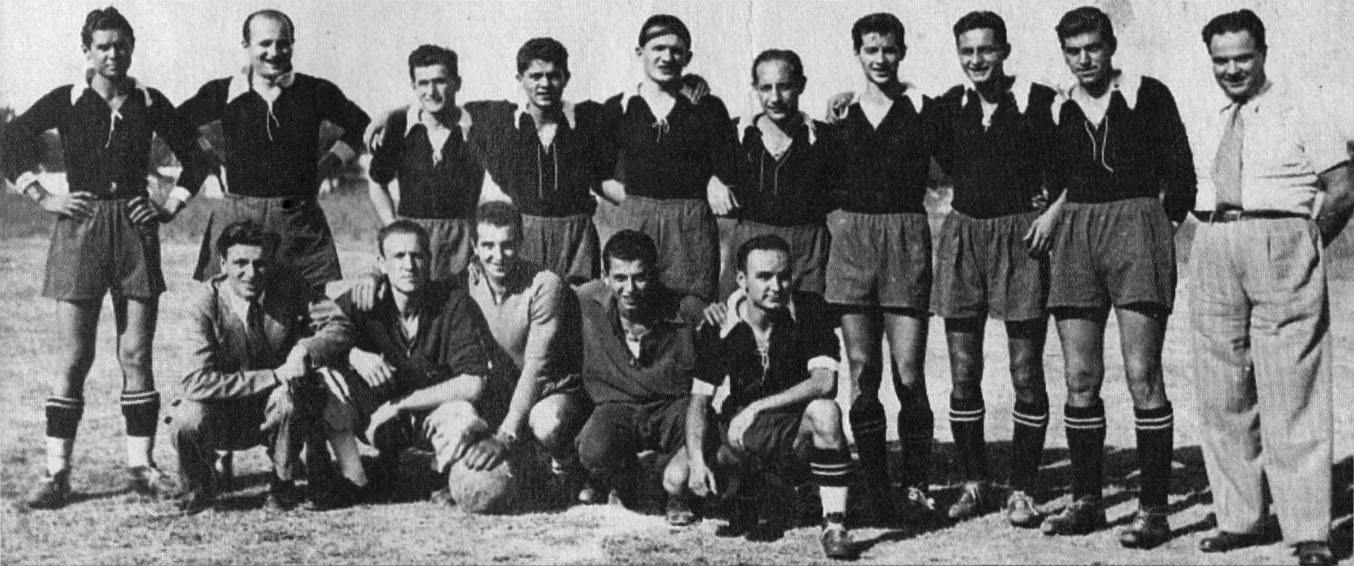
Una delle prime foto ufficiali della squadra, che mostra i calciatori con una divisa composta da maglia nera con bordini bianchi e calzoncini grigi

Il neonato consiglio cerca subito di richiamare i cesenati che si erano distinti nei vari tornei di quartiere e che militavano nelle squadre vicine. Il primo acquisto importante dell'Associazione Calcio Cesena è quello di Iro Bonci, che Piraccini preleva dal Forlimpopoli per 1 500 lire. La trattativa si svolge al ristorante Casali di Cesena, dove agli ospiti forlimpopolesi viene offerta una cena pantagruelica, apprezzata al punto tale che alla fine decidono di offrire al Cesena anche il cartellino gratuito di Renato Casali, terzino minuto ma agonisticamente particolarmente aggressivo. Il debutto ufficiale della squadra avviene in trasferta il 17 novembre 1940 alla prima di campionato di Prima Divisione con la squadra riserve del Rimini, con la quale vince per 1-8.
Al termine della sospensione di tutti i campionati di calcio per le attività belliche dal 1943 al 1945, dopo aver preso parte al campionato misto Serie B-C dell'Alta Italia, il Cesena viene ammesso d'ufficio alla Serie B 1946-1947. A soli 6 anni dalla fondazione, dunque, il "Cavalluccio" si ritrova a disputare un campionato cadetto; l'esperienza si rivela però poco fortunata, e termina con la retrocessione in Serie C, dopo essersi piazzati all'ultimo posto in classifica del girone, che comprendeva squadre più blasonate all'epoca come la Lucchese, il Padova e l'Hellas Verona.

### Gli anni 1950 e 1960: dalla discesa nelle serie inferiori all'era Dino Manuzzi

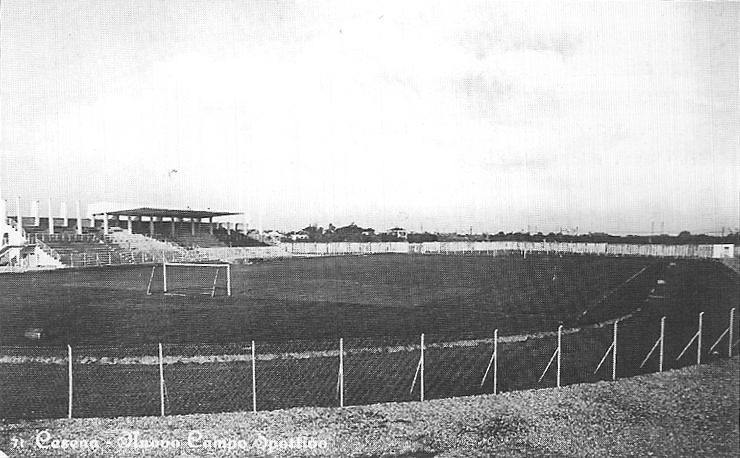
Lo stadio "La Fiorita" nel 1957

Dopo l'esperienza in Serie B nella stagione 1946-47, durante gli anni 1950 il Cesena scivola progressivamente nelle serie inferiori, fino a raggiungere i campionati regionali di Promozione che all'epoca rappresentavano il quinto livello del campionato italiano, il punto più basso dell'intera storia della società cesenate. Ciononostante è proprio in questi anni che tanti calciatori, tra cui Azeglio Vicini, sfruttano la visibilità della formazione bianconera per raggiungere successivamente palcoscenici più elevati. La passione dei dirigenti bianconeri, unitamente a quella dei tifosi che sempre più copiosamente affollano le tribune dell'ippodromo del Savio, convincono l'amministrazione pubblica della città a fare in modo di abbandonare il campo ricavato all'interno della struttura ippica, dove il Cesena aveva giocato fino ad allora, per dotare il sodalizio romagnolo di un nuovo impianto dedicato. Nel 1957 infatti viene costruito il nuovo stadio "La Fiorita", che prende il nome dal quartiere in cui è situato, costituito inizialmente da una sola tribuna coperta e dalla pista di atletica. In seguito sarà sensibilmente ampliato per tre volte, nel 1961, nel 1969 e nel 1988.

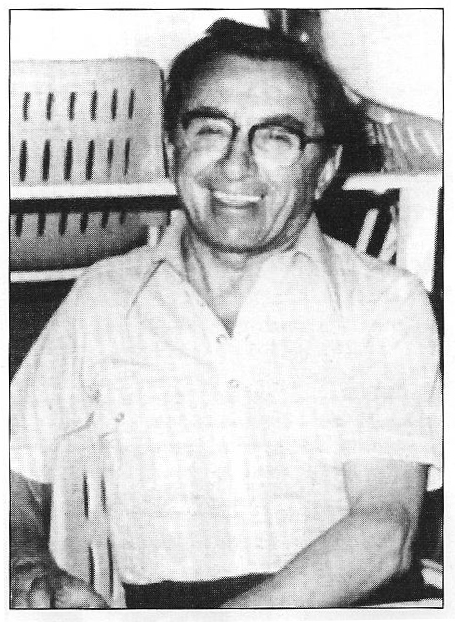
Dino Manuzzi, presidente del club dal 1964 al 1979

Gli anni 1960 vedono il Cesena approdare nuovamente alla terza serie, una categoria che riusciranno a mantenere e consolidare, in attesa del salto verso le serie maggiori. Intanto, nel 1961, allo stadio "La Fiorita" viene aggiunta una nuova gradinata opposta alla tribuna coperta.
Nel 1964, a ventiquattro anni dalla fondazione e con il Cesena solidamente stabilizzatosi in Serie C, il conte Rognoni decide di passare la mano e di cedere la società ad una cordata di imprenditori orto-frutticoli, capitanata da Dino Manuzzi. Manuzzi assume la presidenza, e grazie ad un'accorta gestione economica, unitamente ad una convinta politica di valorizzazione dei giovani, riesce in poco tempo a trasformare il Cesena in una società modello per le altre provinciali, e in un sodalizio vocato ad identificarsi fortemente con il territorio romagnolo.
Il 15 gennaio 1967 esordisce in prima squadra contro la Carrarese Giampiero Ceccarelli, un giovane difensore diciannovenne proveniente dalle giovanili bianconere, che successivamente diventerà un pilastro della squadra per diciannove stagioni professionistiche consecutive, disputando con la stessa maglia 520 partite in campionato, 69 in Coppa Italia e 2 in Coppa UEFA. Ceccarelli è stato per lungo tempo detentore del record italiano di "fedeltà" ad una società, e per questo viene considerato una vera e propria "bandiera" del calcio cesenate.
Sotto la guida di Cesare Meucci il Cesena raggiunge nuovamente la Serie B nella stagione 1967-68, esattamente venti anni dopo la prima ed isolata esperienza nel dopoguerra. Nonostante le difficoltà iniziali nel mantenere la categoria durante le prime tre stagioni, la squadra migliora i risultati progressivamente, fino ad ottenere il salto di qualità al termine del quinto anno consecutivo trascorso nella serie cadetta.

### Gli anni 1970: la prima promozione in Serie A e la Coppa UEFA

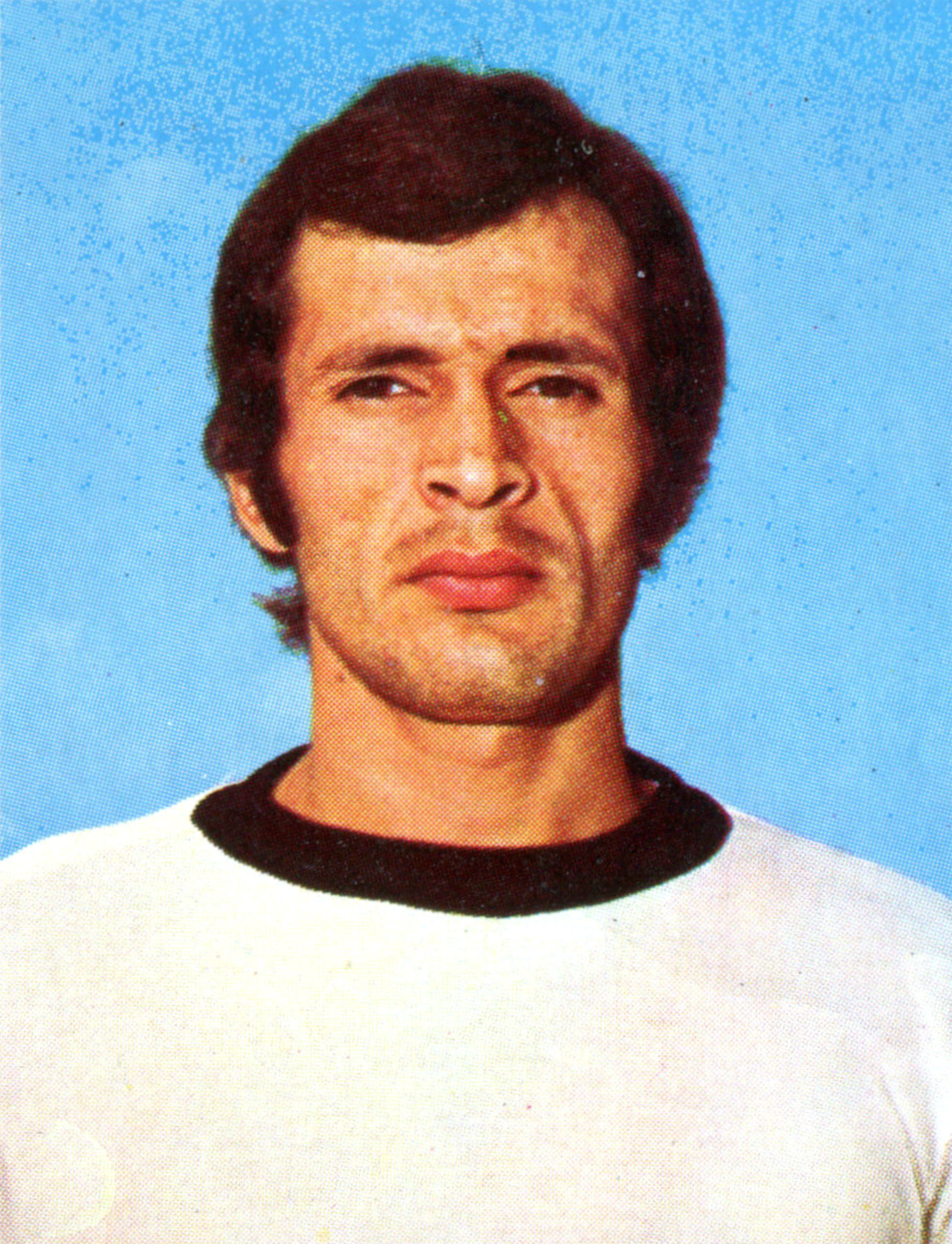
Giampiero Ceccarelli, il più presente di sempre in maglia cesenate dal 1966 al 1985

Per la stagione 1972-73 il Cesena, guidato da Luigi Radice, viene allestito con l'obbiettivo della promozione. Sulle rive del Savio giungono infatti alcuni giocatori di notevole spessore come Claudio Mantovani, per alcune stagioni secondo portiere del Milan e reduce da due positive stagioni in Serie B con il Perugia, e Augusto Scala, centrocampista con trascorsi in Serie A con il Bologna, coadiuvati da un nutrito manipolo di giocatori provenienti dall'hinterland bianconero come il già citato Ceccarelli, il difensore Paolo Ammoniaci (che era approdato in prima squadra nel 1966, un anno prima di Ceccarelli, e che in carriera totalizzerà 218 partite in 9 stagioni consecutive disputate in bianconero), l'ala Otello Catania e il centrocampista Maurizio Orlandi. Tra i giocatori titolari anche Ariedo Braida, futuro direttore sportivo del Milan. In campionato i bianconeri partono con una vittoria a Brescia per 0-1 alla prima giornata, mentre la prima sconfitta giunge alla quarta giornata ad Arezzo per 2-0. Dopo questa sconfitta i bianconeri intraprendono una striscia di risultati positiva di 10 gare composta da otto vittorie, un pareggio e una sola sconfitta nel mezzo per 3-0 a Catanzaro. Il Cesena mantiene il passo per tutta la stagione totalizzando al termine 17 vittorie, 15 pareggi e 6 sconfitte, che permettono ai bianconeri di raggiungere la promozione in Serie A con una giornata d'anticipo. Il "Cavalluccio Marino" raggiunge dunque per la prima volta nella sua storia la massima serie, celebrando il successo il 10 giugno 1973 allo stadio "La Fiorita" con la vittoria sul Mantova per 2-1.

Lamberto Boranga, portiere cesenate degli anni 1970

Ottenuto questo prestigioso risultato, Gigi Radice si lascia attrarre dalle lusinghe toscane della Fiorentina, e tre anni più tardi riporterà il Torino alla vittoria dello scudetto; così la prima stagione in Serie A della storia cesenate è affidata al tecnico Eugenio Bersellini. La promozione nella massima divisione rende necessario inoltre l'ampliamento dello stadio, che conserva la preesistente struttura in cemento eretta nel 1968, ma vede la costruzione per buona parte del perimetro di impalcature in legno sorrette da tubolari che ne triplicano la capienza. Grazie a questo, in questa prima stagione in Serie A, viene segnato il record di affluenza nella storia dell'impianto cesenate: il 10 febbraio 1974, in occasione dell'incontro con il Milan (poi sconfitto per 1-0), "la Fiorita" registra un'affluenza ufficiale di 35 991 spettatori, un record ancora ineguagliato.
Al debutto su una panchina in Serie A, Bersellini opera subito una profonda trasformazione nel modo di giocare dei bianconeri, contrassegnato da possesso palla e rapidi fraseggi a centrocampo. I risultati portano il Cesena a sfiorare l'accesso alla finale di Coppa Italia. L'ascesa nel calcio italiano di questa matricola non passa inosservata ai media nazionali, e dopo alcune partite in cui i bianconeri di Bersellini affrontano e bloccano le formazioni più quotate del campionato (0-0 con la Lazio capolista e futura campione d'Italia alla Fiorita, 2-2 con la Juventus a Torino), il giocatore Pietro Anastasi, sulle pagine de La Stampa, afferma di "non aver mai incontrato una provinciale così", mentre il giornalista Italo Cucci, sulle colonne del Guerin Sportivo, lo definisce "il piccolo Brasile", scatenando tra l'altro le ire dei tifosi del mantovani, che quel "riconoscimento" lo attribuiscono ad uso esclusivo dei biancorossi di Edmondo Fabbri. Sotto la guida di Bersellini, il Cesena ottiene dunque due salvezze consecutive in Serie A, entrambe concluse all'undicesimo posto in classifica: la prima al debutto con 27 punti, e la seconda stagione con 25 punti, impreziosita dalla prima vittoria a San Siro con l'Inter per 0-1.

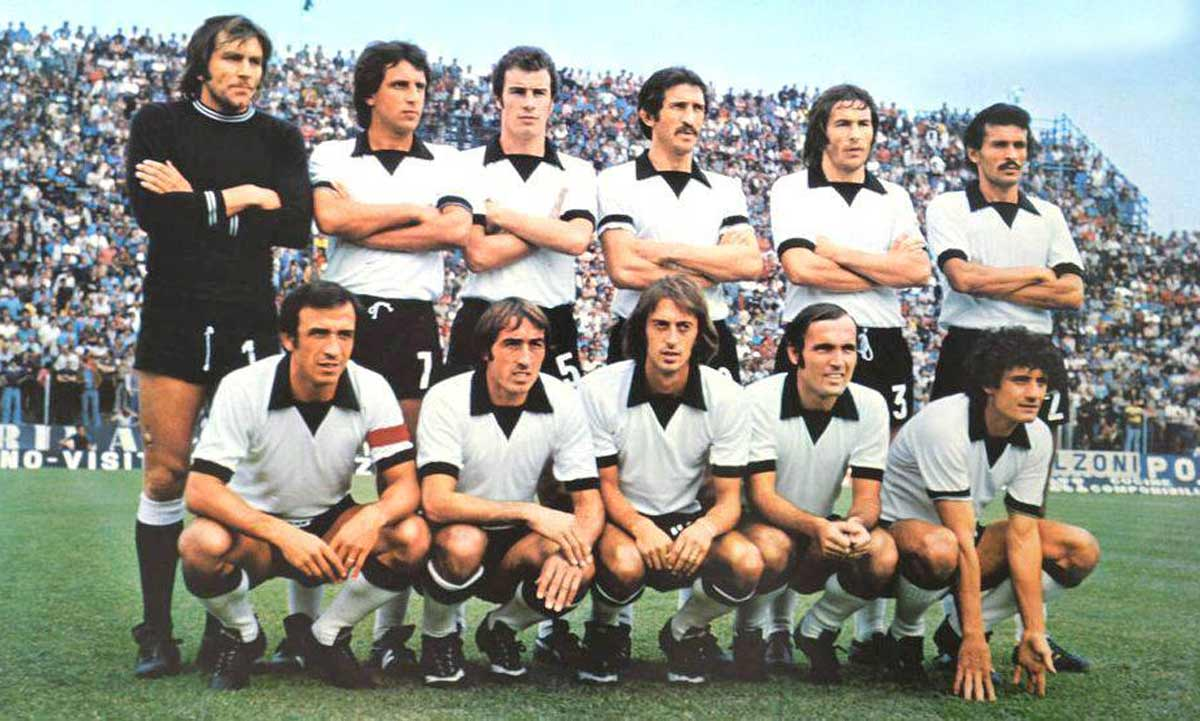
La formazione del Cesena del 1975-76 che ottiene il 6º posto in Serie A, il miglior piazzamento della storia

Nella stagione 1975-76 i bianconeri migliorano ancora i risultati ottenuti nei precedenti campionati, raggiungendo il punto più alto della storia cesenate. Con il totale di 9 vittorie, 14 pareggi e 7 sconfitte, il Cesena raggiunge infatti il sesto posto in classifica e la qualificazione alla successiva Coppa UEFA, grazie anche alla migliore differenza reti rispetto al Bologna. Nella successiva stagione la società romagnola affronta dunque la prima sfida a livello europeo in una gara a turno doppio con i tedeschi orientali del Magdeburgo, in cui subiscono 3-0 all'andata in Germania, ma sfiorano la qualificazione con la vittoria per 3-1 al ritorno a "La Fiorita". Rispetto alle stagioni passate, in campionato presenta un cattivo rovescio della medaglia con la retrocessione in Serie B, che decreta l'inizio di un periodo difficile. Nel 1979 avviene poi la cessione della guida societaria da Manuzzi al nipote Edmeo Lugaresi.

### Gli anni 1980: inizio dell'era di Edmeo Lugaresi

Edmeo Lugaresi, presidente del Cesena dal 1980 al 2002

Già alla prima stagione di presidenza, Lugaresi mostra una certa abilità nella gestione sportiva, e nella stagione 1980-81 centra il ritorno nella massima divisione con una squadra guidata dal giovane Osvaldo Bagnoli, ottenendo i record di 14 vittorie casalinghe e il maggior numero di spettatori in Serie B (28 602) in Cesena-Milan. I bianconeri riescono nel successo nonostante la presenza nel campionato cadetto di Milan, Genoa (entrambe promosse con i romagnoli), Sampdoria e Lazio (battuta al Manuzzi per 2-1). Proprio su quest'ultima il Cesena riesce a prevalere nelle ultime partite stagionali, con la vittoria a Foggia per 3-1 e la vittoria casalinga sull'Atalanta all'ultima giornata per 2-0 di fronte a 20 000 tifosi. I migliori realizzatori romagnoli in campionato sono Bordon (con 13 gol) e Garlini.
Per la nuova avventura in Serie A, in seguito all'abbandono di Bagnoli, viene scelto l'allenatore Giovan Battista Fabbri, e vengono acquistati il centravanti austriaco Walter Schachner, con un ingaggio di 120 milioni di lire, Roberto Filippi dall'Atalanta, il centrocampista Vinicio Verza e Massimo Storgato dalla Juventus e Antonio Genzano. A metà stagione la squadra, pur avendo vinto 2-1 con la capolista Fiorentina, non si allontana dalle ultime posizioni in classifica, e dopo il pareggio casalingo con il Como, Fabbri verrà sostituito da Renato Lucchi, che raggiunge la salvezza grazie ad un girone di ritorno con risultati importanti, come le vittorie ad Udine e Roma, il pareggio al San Paolo di Napoli (dopo essere passati in vantaggio per 0-2), il pareggio casalingo con la Juventus e le vittorie con Bologna e Catanzaro (entrambe per 4-1). La permanenza in Serie A viene turbata però il 29 maggio 1982 dalla scomparsa di Dino Manuzzi, a cui viene intitolato lo stadio.

Adriano Piraccini, bandiera del Cesena tra gli anni 1980 e 1990

In questi anni le giovanili del Cesena ottengono la vittoria del Campionato Nazionale Primavera nelle stagioni 1981-82 e 1985-86, la prima delle quali ottenuta con in panchina Arrigo Sacchi. Nel vivaio bianconero si mettono in luce infatti alcuni giocatori come Sebastiano Rossi, Ruggiero Rizzitelli, Alessandro Bianchi e Massimo Agostini.
Al termine della stagione 1982-83, con alla guida Bruno Bolchi, il Cesena retrocede, ma è lo stesso Bolchi che riporta i bianconeri di nuovo in Serie A al termine della stagione 1986-87, grazie alla vittoria negli spareggi con Lecce e Cremonese.
Durante la stagione di Serie A 1987-1988, il Cesena è involontario protagonista di un episodio che darà il via ad un processo di riforma riguardante la "responsabilità oggettiva" delle società di calcio rispetto ai propri tifosi. Al termine del primo tempo della partita Juventus-Cesena, il centrocampista cesenate Dario Sanguin, mentre rientra negli spogliatoi, rimane stordito infatti dallo scoppio di un petardo proveniente dalla curva juventina. Il giocatore del Cesena si accascia al suolo e, secondo i medici al seguito della formazione romagnola, non è più in grado di disputare il secondo tempo della partita, che si conclude con la vittoria dei torinesi per 2-1. In seguito al reclamo della società romagnola, il giudice sportivo infligge però alla Juventus la sconfitta a tavolino per 2-0, proprio per "responsabilità oggettiva". A fine stagione viene ristrutturato lo stadio Dino Manuzzi per la terza volta, e in questa occasione in maniera più radicale delle precedenti, con l'eliminazione della pista d'atletica e la ricostruzione completa della tribuna "distinti" e delle curve ("curva mare" e "curva ferrovia"), in sostituzione delle vecchie strutture. L'impianto diviene così uno dei primi stadi italiani ad essere costruito principalmente per il gioco del calcio, con le tribune a due piani disposte a ridosso del campo di gioco, sull'esempio del "Meazza" di Milano e del "Ferraris" di Genova.

Sebastiano Rossi a difesa della porta bianconera nella stagione 1989-90

Nella stagione 1989-90 il Cesena è guidato da Marcello Lippi, e riesce a centrare la salvezza grazie ad una pesante rimonta, dopo che nel girone d'andata la squadra si trovava molto distante dalla zona salvezza.

### Gli anni 1990 e 2000: il Cesena saluta la Serie A per due decenni
Il Cesena permane in Serie A fino al termine della stagione 1990-91, ma alla terza stagione tra i cadetti ha l'occasione di tornare in massima serie: al termine del campionato 1993-94 disputa infatti lo spareggio promozione con il Padova in gara unica sul campo neutro di Cremona, ma perde per 1-2 dopo essere passato in vantaggio.
La prima emittente a riprendere le gare del Cesena fu VGA Telerimini nella stagione 1977/78, seguita l'anno dopo da Tele6 Adriatica.
Le trasmissioni andarono in onda in differita.

Il 30 ottobre 1993 (10ª giornata del campionato di Serie B) il Cesena giocò in casa contro il Modena. L'incontro (anticipato al sabato sera) fu ripreso da Tele+2. Fu la prima partita del Cesena andata in onda su una tv a pagamento.
Dopo le due successive stagioni in Serie B in cui il Cesena raggiunge tranquillamente la salvezza, nella stagione 1996-97 i bianconeri scivolano in Serie C1, il terzo livello italiano dell'epoca, al quale i romagnoli mancavano da 29 anni. In questa occasione però i bianconeri trovano subito la forza per riscattarsi e risalire immediatamente tra i cadetti dopo un campionato contrassegnato da un acceso duello a distanza con il Livorno. Il ritorno in Serie B è di breve durata, e nella stagione 1999-00 il Cesena retrocede nuovamente in Serie C1, perdendo il doppio spareggio con la Pistoiese (sconfitta per 3-1 a Pistoia e vittoria per 1-0 a Cesena). Quest'ultima retrocessione è particolare in quanto subita a fronte di sole 9 sconfitte su 38 incontri, e di una differenza reti positiva (47 gol fatti e 45 subiti).

Dario Hübner, bomber di metà anni 1990 e recordman di reti dei romagnoli

Il nuovo millennio si apre dunque con i bianconeri in Serie C1, categoria che disputano per quattro stagioni consecutive, e durante le quali avviene il passaggio di presidenza da Edmeo Lugaresi al figlio Giorgio, che diventa il quarto della storia del sodalizio romagnolo. Per la stagione 2003-04 viene assunto nel ruolo di allenatore Fabrizio Castori, con il quale il Cesena conquista la Coppa Italia Serie C 2003-04 e il terzo posto in classifica, tramite il quale ottiene il diritto a disputare i play-off per la promozione. In semifinale deve affrontare il Rimini, che elimina dopo aver pareggiato per 1-1 fuori casa e vinto per 2-0 al "Manuzzi", e in finale il Lumezzane, con il quale nella gara di andata in casa pareggia per 1-1. Il ritorno è preceduto da varie polemiche incentrate principalmente sull'ordine pubblico e la possibilità di non disputare la gara nello stadio Tullio Saleri di Lumezzane, capace di soli 4 150 posti, ma nello stadio Mario Rigamonti di Brescia (contenente circa 27 000 posti), per la massiccia richiesta di biglietti da parte dei tifosi cesenati. Il 20 giugno 2004 si gioca comunque la partita a Lumezzane, e al termine dei tempi regolamentari le squadre restano bloccate sullo 0-0; i gol di Roberto Biserni e Marco Ambrogioni ai tempi supplementari consegnano la promozione in Serie B. Ma la gara è funestata da un grave episodio: dopo il gol del momentaneo pareggio del Lumezzane, infatti, scoppia una rissa in campo, di cui si rendono protagonisti, tra gli altri, i giocatori del Cesena Manolo Pestrin e Angelo Rea e l'allenatore Fabrizio Castori, entrato in campo per colpire Pietro Strada dopo essere stato provocato dai giocatori lombardi che erano andati ad esultare davanti alla panchina romagnola. In seguito a questo episodio, Castori viene punito della corte disciplinare con una squalifica di tre anni, poi ridotti a due.

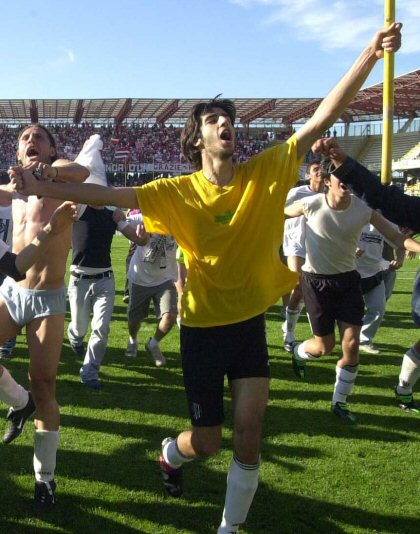
Marco Bernacci festante dopo la vittoria della semifinale play-off con il in Serie C1 2003-2004, nella quale ha siglato il gol decisivo

Nella stagione 2004-05, nonostante la squalifica, viene confermato Fabrizio Castori sulla panchina romagnola, con il quale la formazione bianconera ottiene la salvezza nelle ultime giornate di campionato. Al termine della stagione successiva invece, grazie alle prestazioni di giocatori come Luigi Turci, Emiliano Salvetti, Manolo Pestrin, Maurizio Ciaramitaro, Ferreira Pinto e Marco Bernacci, il Cesena raggiunge il sesto posto utile per l'accesso ai play-off, dai quali però ne escono sconfitti in semifinale dal Torino. Dopo gli incidenti di Catania del 2 febbraio 2007 ed i successivi provvedimenti del governo, lo stadio "Dino Manuzzi" viene ridimensionato a 10 000 posti. Al termine dei lavori di messa a norma, l'impianto torna tuttavia alla sua capienza originaria. Nella stagione 2007-08, dopo una serie di quattro sconfitte consecutive, Fabrizio Castori, viene sollevato dall'incarico che ha ricoperto per quattro anni consecutivi, per essere sostituito da Giovanni Vavassori. Intanto il 21 dicembre 2007 Giorgio Lugaresi cede la maggioranza assoluta delle quote societarie a Igor Campedelli, giovane imprenditore edile locale, che ne diventa il nuovo presidente dopo 27 anni di presidenza della famiglia Lugaresi. In campionato il Cesena continua ad avere un cammino stentato, e il 25 febbraio 2008, dopo una pesante sconfitta in casa con l'AlbinoLeffe per 0-3, Campedelli decide di richiamare in panchina Fabrizio Castori. Ciononostante la stagione si chiude con la retrocessione in Lega Pro Prima Divisione con due giornate d'anticipo.
All'inizio della stagione 2008-09, Castori lascia la società ed al suo posto arriva Pierpaolo Bisoli. I bianconeri, dopo un avvio poco brillante, migliorano progressivamente le loro prestazioni, e a fine stagione vincono il campionato, tornando immediatamente in Serie B, a spese della Pro Patria sorpassata nelle ultime giornate dopo un lungo testa a testa. Il Cesena affronta la stagione 2009-10 in Serie B con l'obiettivo della salvezza. La squadra si mostra subito ben organizzata e i risultati non tardano ad arrivare: già dopo le prime giornate i romagnoli si trovano infatti a lottare per i primi posti del campionato, e nel girone di ritorno il Cesena è in lizza per la promozione diretta insieme a Brescia e Sassuolo. Proprio con gli emiliani, nell'anticipo della 29ª giornata venerdì 5 marzo, il cavalluccio marino subisce un'importante sconfitta: quando mancano 14 minuti al termine della gara, con le squadre sul punteggio di 0-0, la partita viene sospesa per neve. Da regolamento la partita viene conclusa martedì 16 marzo, disputando solo i minuti restanti, e il Sassuolo riesce ad aggiudicarsi l'incontro con una rete di Donazzan nel primo minuto di gioco. Il 30 maggio 2010, nell'ultima giornata di campionato a Piacenza, di fronte ad oltre seimila sostenitori bianconeri presenti nella cittadina emiliana, il Cesena supera i locali per 1-0, e grazie alla concomitante sconfitta del Brescia a Padova, scavalca i lombardi portandosi al secondo posto della classifica finale. I romagnoli completano così uno storico doppio salto con la promozione diretta in Serie A, ritornando per la quarta volta nella massima serie, e stabiliscono il record societario di due promozioni consecutive.

### Gli anni 2010: i ritorni in Serie A e il fallimento

#### Dalla serie A al fallimento
Il nuovo decennio si apre con la triste notizia della scomparsa del presidente onorario Edmeo Lugaresi, morto il 26 settembre 2010, a 82 anni.
Nella stagione 2010-2011 il Cesena disputa il suo undicesimo campionato di Serie A, nel quale, dopo le prime tre gare in cui pareggia 0-0 all'Olimpico con la Roma, vince per 2-0 con il Milan e supera il Lecce per 1-0, si ritrova in testa alla classifica (a pari merito dell'Inter) per la seconda volta nella sua storia. Il 12 febbraio 2011 la società viene premiata dal CONI con la stella d'oro al merito sportivo in riconoscimento delle benemerenze acquisite dalla società bianconera in 70 anni di attività. La stagione si conclude con la conquista della permanenza nella massima serie ottenuta con una giornata in anticipo, grazie anche all'allenatore Massimo Ficcadenti e a giocatori che si sono messi in mostra come Marco Parolo, Emanuele Giaccherini e, nella prima parte di stagione, Yūto Nagatomo, che si trasferisce all'Inter durante la sessione di mercato di gennaio.

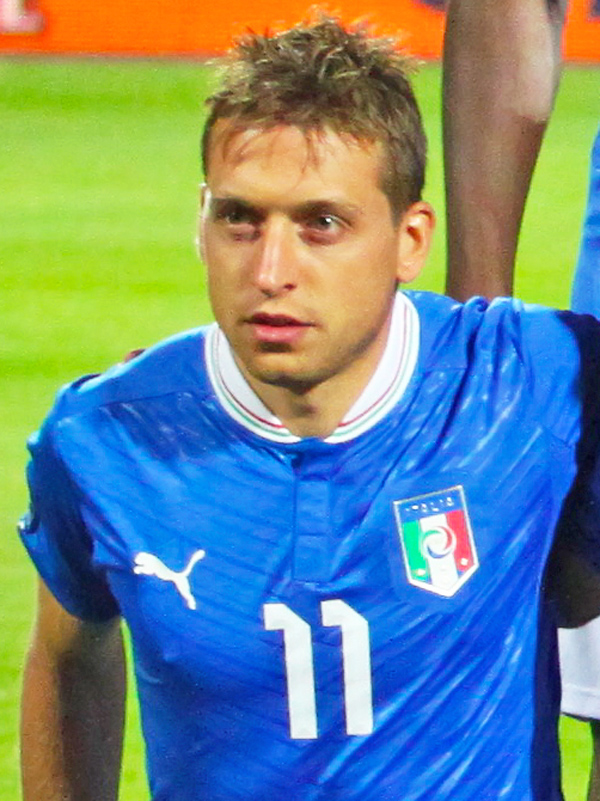
Emanuele Giaccherini, tra i protagonisti della doppia promozione dalla Lega Pro Prima Divisione alla Serie A nel biennio 2008-2010

Per la stagione 2011-2012 i romagnoli mettono a segno come prima operazione di mercato l'acquisto di Adrian Mutu, mentre come guida dei bianconeri in panchina viene scelto Marco Giampaolo. L'esperienza dell'allenatore al Cesena tuttavia dura fino al 30 ottobre 2011 quando, dopo un inizio di campionato non positivo, viene esonerato dal presidente Campedelli in favore di Daniele Arrigoni. I risultati non migliorano, e il 21 febbraio, dopo la pesante sconfitta interna con il Milan per 1-3, Arrigoni rassegna le dimissioni, e viene sostituito da Mario Beretta. Con quest'ultimo in panchina il Cesena non vince nessuna partita, perdendone nove e pareggiandone cinque. Il 25 aprile, dopo la sconfitta interna per 1-0 con la Juventus, il Cesena è matematicamente all'ultimo posto della classifica e retrocede nuovamente in Serie B.
La stagione successiva i romagnoli concludono il campionato in Serie B al quattordicesimo posto, durante il quale alla guida dei bianconeri si sono succeduti prima Nicola Campedelli, fratello del presidente Igor, e poi Pierpaolo Bisoli, al ritorno dopo la doppia promozione dalla Lega Pro Prima Divisione alla Serie A. Nel frattempo, il 7 dicembre 2012, Igor Campedelli decide di rassegnare le dimissioni dalla carica di presidente della società e di ripassare la mano al suo predecessore Giorgio Lugaresi. Dopo poche settimane però, al termine della gestione Campedelli di 5 anni e mezzo, la società sembra essere sull'orlo del fallimento, con un debito stimato attorno ai 35 milioni di euro. I sospetti di una gestione non appropriata delle disponibilità economiche della società spingono gli inquirenti ad inserire nel registro degli indagati Igor Campedelli assieme ad altri 3 dirigenti del sodalizio bianconero, con l'accusa di false fatturazioni e violazione delle leggi fiscali. Per tentare di risolvere le problematiche economiche, Lugaresi chiede e riceve l'aiuto di un nutrito gruppo di imprenditori locali per evitare il fallimento societario. Anche i tifosi si mobilitano per dare una mano alla società dando vita all'associazione "Cesena Per Sempre", attraverso la quale, autotassandosi per dare un contributo ai problemi societari, ottengono di portare due loro rappresentanti all'interno del consiglio di amministrazione della società.
Risolti momentaneamente in questo modo i problemi finanziari più impellenti, la stagione 2013-2014 comincia positivamente e, seppure con fortune alterne, alla fine del campionato i bianconeri ottengono il quarto posto della classifica, conquistando l'accesso ai play-off. Nella semifinale i bianconeri riescono a superare il Modena, con una vittoria per 0-1 all'andata al Braglia e un pareggio per 1-1 al ritorno al Manuzzi; quindi sconfiggono in finale il Latina, con una doppia vittoria per 2-1, sia in casa che al ritorno in terra laziale. Il 18 giugno 2014, dunque, i bianconeri ottengono la quinta promozione in Serie A della loro storia, dove ritornano dopo due anni di assenza. A fine stagione il presidente Lugaresi dichiara che il debito societario è stato abbattuto del 30%, e che ora si aggira attorno ai 27 milioni di euro; grazie però alla nuova promozione in Serie A, che porta nuove risorse economiche, il futuro della società sembra essere meno in pericolo.
Mister Bisoli, dopo aver condotto il Cesena in Serie A per la seconda volta, ottiene la riconferma alla guida dei romagnoli, che conduce quindi nella massima serie per la prima volta. I risultati non arrivano e Bisoli viene esonerato in seguito alla sconfitta per 3-2 a Bergamo. Al suo posto la società chiama Di Carlo. Il 10 maggio 2015, in seguito alla sconfitta interna per 2-3 maturata con il Sassuolo, il Cesena torna in Serie B, dopo un solo anno nella massima serie. A causa della mancata salvezza il Cesena a fine stagione esonera il tecnico laziale e al suo posto chiama Massimo Drago.
Nella stagione 2015-2016 il Cesena allestisce una squadra con diversi giovani promettenti che, guidata da Drago, mantiene un rendimento ottimo in casa e pessimo in trasferta per tutta la stagione. Ottiene il 6º posto in Serie B e raggiunge i play-off, ma viene sconfitto nel turno preliminare disputato all'Orogel Stadium - Dino Manuzzi dallo Spezia per 1-2.
Nella stagione 2016-2017 il connubio con Massimo Drago dura solamente 12 giornate, durante le quali riesce a conseguire 1 vittoria, 7 pareggi e 4 sconfitte. Dopo la sconfitta per 2-1 sul campo del Frosinone la società decide di esonerare il tecnico calabrese e al suo posto chiama Andrea Camplone. Il tecnico abruzzese, in maniera inaspettata, riesce a portare il Cesena ai quarti di finale di Coppa Italia nei quali mancava dalla stagione 1970-1971. Nell'incontro valevole per la semifinale il Cesena perde per 2-1 allo stadio Olimpico contro la Roma (1º febbraio 2017).
La stagione 2017-2018 riparte con l'allenatore Andrea Camplone, per durare soltanto sette giornate (5 sconfitte, 1 pareggio e 1 vittoria), vedendo il ritorno di mister Fabrizio Castori (1º ottobre 2017) che aveva già allenato il cavalluccio fino a nove anni prima e fu protagonista dello storico ritorno in Serie B dei bianconeri. La stagione dei bianconeri si è poi conclusa con la salvezza dopo aver ottenuto il 13º posto con 50 punti nella classifica finale.
Il 16 luglio 2018 è stato comunicato che il CDA ha deliberato di aderire all’istanza di fallimento avanzata dalla Procura della Repubblica di Forlì e di rinunciare all'iscrizione alla Serie B 2018-2019.
La società, malgrado la permanenza ottenuta in cadetteria, a causa di gravi inadempienze economiche fallisce per la prima volta, esattamente dopo 78 anni di storia. Il 24 luglio la FIGC scioglie la squadra.

#### La rifondazione e il ritorno al professionismo
Il 23 luglio 2018 la Pubblisole S.p.A. fonda la newco Cesena Football Club S.p.A., che vince il bando del Comune per l'assegnazione della tradizione calcistica cittadina della cessata A.C. Cesena.
Ai sensi delle NOIF della FIGC, tuttavia, nel caso cesenate non si sarebbe potuto procedere ad assegnargli il titolo sportivo perché in città era già presente un club iscritto al Dipartimento Interregionale, l'Associazione Sportiva Dilettantistica Romagna Centro. La soluzione viene individuata nella fusione de facto tra le due società: l'iscrizione al campionato 2018-2019 viene demandata al Romagna Centro, che muta denominazione in Associazione Sportiva Dilettantistica Romagna Centro Cesena, adotta i colori e i simboli del Cesena Football Club e prende in carico le squadre giovanili della cessata A.C. Cesena.
Il 16 settembre 2018 il nuovo Cesena torna a disputare una partita di quarta serie del campionato italiano a 58 anni dall'ultima volta che era stato così in basso, ovvero dalla stagione 1959-1960. La "storica" partita dell'esordio nel girone F della Serie D 2018-2019 si disputa ad Avezzano: il Cesena ottiene subito il suo primo successo in trasferta con il risultato di 1-2.

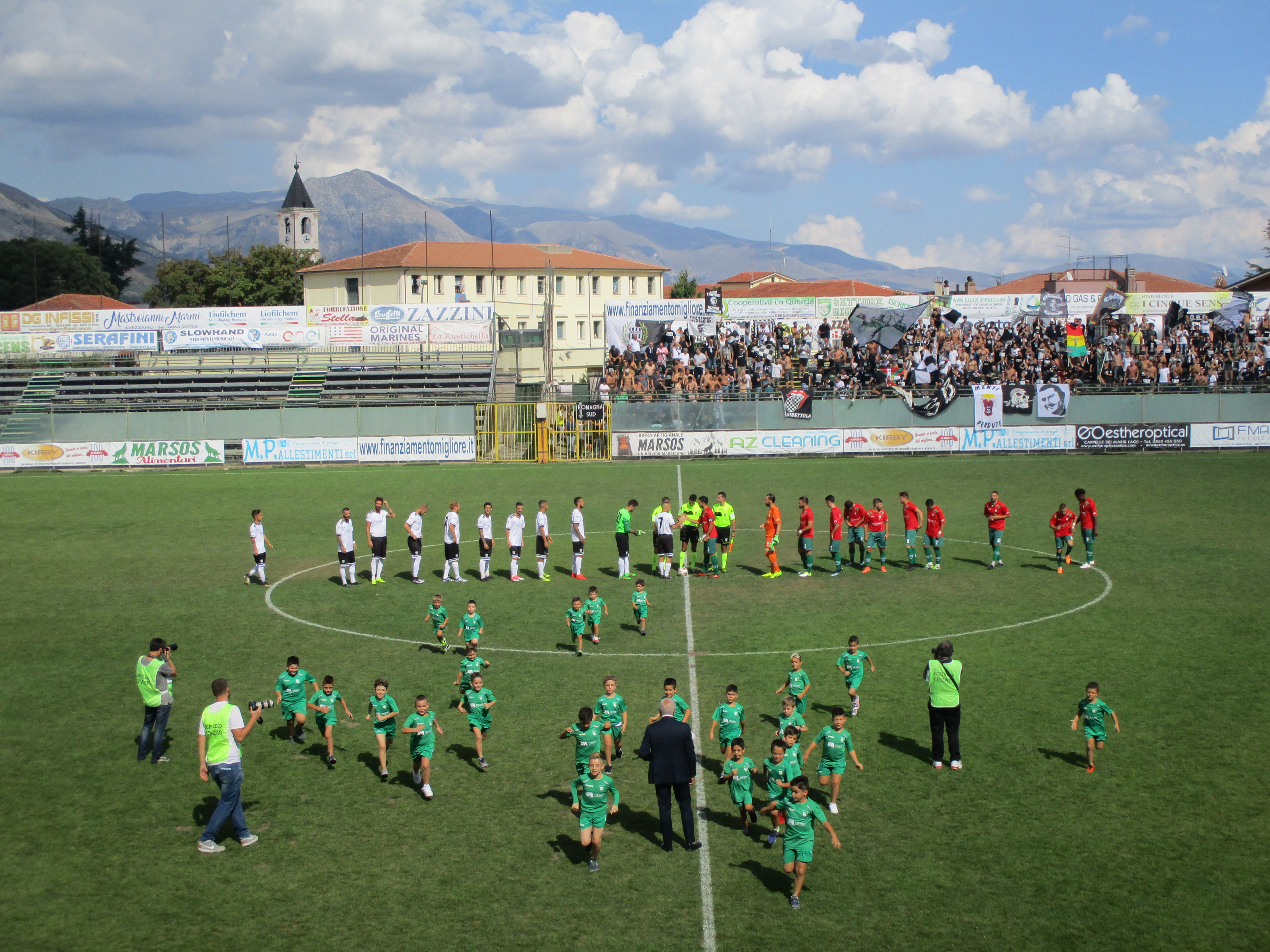
Avezzano-RC Cesena in Serie D nel 2018-2019

Il 14 ottobre 2018, in occasione della gara interna contro il Francavilla (vinta per 2-0), la neonata società chiude anche la campagna abbonamenti per la stagione 2018-19 e la risposta del popolo romagnolo è calorosa: la tifoseria cesenate sottoscrive infatti 8.354 tessere, record stagionale per la categoria, e numero superiore anche a tutte quelle della Serie C, della serie B (ad eccezione solo del Benevento, anche se di poco) e persino ad alcune piazze della serie A.
Nella prima parte del campionato, pur rimanendo sempre nelle primissime posizioni di classifica, il Cesena fa un po' fatica ad adattarsi a questa nuova realtà ed il 24 novembre 2018, in occasione della gara interna con il Campobasso (pareggiata per 1-1) i bianconeri si ritrovano con 7 punti di distacco in classifica dalla capolista Matelica. La reazione d'orgoglio degli uomini condotti dal mister Giuseppe Angelini, però, è davvero imperiosa perché da quel momento in poi inanellano un'incredibile serie positiva di 15 gare, di cui 13 vittorie e 2 pareggi, che consente loro di recuperare ben 15 punti al Matelica, relegandolo al 2º posto in classifica con 8 punti di distacco.
L'ultima giornata di campionato, grazie a un pareggio per 1-1 sul campo del Real Giulianova il Cesena guadagna la promozione in serie C, tornando, dopo un anno, tra i professionisti.
Il 3 luglio 2019 la società bianconera, ufficializzata la denominazione Cesena Football Club, presenta il nuovo allenatore per la stagione 2019-2020, Francesco Modesto. Modesto, reduce da un'ottima stagione con il Rende, dichiara nella sua prima intervista da tecnico bianconero di voler ottenere la salvezza grazie ad un progetto giovani pianificato insieme alla società. Il campionato, per il Cesena, inizia il 25 agosto con la partita contro il Carpi, squadra appena retrocessa dalla Serie B. Il risultato non è buono per la squadra romagnola che inaugura il ritorno al professionismo con una sconfitta per 4-1. Anche la seconda giornata vede il Cesena perdere, questa volta a causa della Vis Pesaro. Dopo le prime due partite a zero punti, la squadra si rialza collezionando diversi risultati utili e raggiunge la zona play-off. Dalla sconfitta contro il Vicenza nell'ottava giornata in poi, però, il Cesena crolla in classifica e si ritrova, verso la metà del campionato, pochi punti sopra la zona play-out. Dopo alcuni ritardi dovuti alle difficoltà di diversi club, la Serie C riparte l'11 gennaio con il girone di ritorno e il Cesena colleziona un solo punto in quattro partite. Per questo motivo, in seguito alla sconfitta per 4-1 subita contro la Triestina allo stadio Nereo Rocco, la società comunica l'esonero di Francesco Modesto. Pochi giorni dopo viene annunciato il nome del nuovo allenatore della squadra: William Viali, ex giocatore bianconero nel 1995. Il nuovo tecnico esordisce con due pareggi e una vittoria ai danni dell'Imolese, per poi ottenere anche la prima sconfitta contro il capolista Vicenza. A undici giornate dal termine il percorso del Cesena con Viali sembra essere pieno di speranza per il termine della stagione, ma, un grande ostacolo, placa improvvisamente i sogni della squadra. Infatti, il 24 febbraio, a causa dell'arrivo in Italia del COVID-19, vengono bloccati tutti i campionati. Quello di Serie C, al contrario di quelli di Serie A e Serie B, non ricomincerà mai e le squadre termineranno il campionato nella posizione ottenuta in seguito alle 27 partite disputate. Il Cesena, dunque, chiude la stagione al tredicesimo posto raggiungendo l'obbiettivo, ma con l'amarezza di non aver potuto concludere un campionato con una squadra che stava iniziando a convincere i tifosi.
Riguardo agli abbonamenti, 8.715 ad inizio stagione, molti tifosi hanno deciso di non chiedere il rimborso nonostante l'interruzione del campionato. Per questo motivo, la società cesenate ha deciso di riservare una grande parte del denaro ricavato dalla campagna abbonamenti per finanziare la ricerca contro il COVID-19.

### Gli anni 2020: il cambio di proprietà e il ritorno in serie B

#### 2020-2022: Gli anni di Viali e il cambio di proprietà
Per il campionato 2020-2021 il Cesena conferma William Viali alla guida della squadra. Il 27 settembre 2020 comincia il secondo campionato dei romagnoli (dopo la ricostituzione) nel girone B della Serie C. Nelle prime giornate del campionato il rendimento è altalenante, ma mano a mano la squadra acquista solidità e si ritrova a ridosso delle prime posizioni. All'inizio del girone di ritorno un focolaio di COVID-19 colpisce la squadra, che si ritrova costretta a rinviare parecchie partite. Queste verranno recuperate tutte tra Marzo e Aprile, costringendo i giocatori a scendere in campo ogni tre giorni per diverse settimane. Anche a causa di questa vicenda, durante il girone di ritorno si abbassa il rendimento della squadra rispetto alla seconda parte del girone di andata. Il campionato termina il 2 maggio 2021 con il Cesena al 7º posto in classifica a 57 punti, frutto di 15 vittorie, 12 pareggi e 11 sconfitte. Accede così ai play-off per tentare il ritorno in Serie B, ma il suo cammino termina il 19 maggio 2021, venendo sconfitto al secondo turno dal Matelica, in casa, per 2-3, dopo che nel primo turno aveva superato il Mantova per 2-1, sempre all'Orogel Stadium-Dino Manuzzi. Durante l'estate viene comunque nuovamente riconfermato il tecnico William Viali.
Il 29 agosto 2021 il Cesena inizia il suo terzo campionato di seguito nel girone B della Serie C. La squadra parte subito forte, collezionando ben 39 punti in tutto il girone di andata e riuscendo a inseguire da vicino in maniera stabile le big Modena e Reggiana. Purtroppo lo stesso rendimento non viene confermato durante il girone di ritorno che termina il 23 aprile 2022 con il Cesena al 3º posto con 67 punti dopo 18 vittorie, 13 pareggi e 7 sconfitte. Accede direttamente alla fase nazionale dei play-off, da cui viene eliminato al primo turno contro il Monopoli (vittoria 1-2 in Puglia, sconfitta per 0-3 al Manuzzi).
Il 20 dicembre 2021 il Cesena FC ha ufficialmente annunciato il passaggio di proprietà al gruppo americano della JRL Investments, società che ha sede a New York e che fa a capo alla coppia formata da Robert Lewis e John Aiello. L'accordo, per il 60% delle quote del Cesena, è stato ufficialmente confermato dal club romagnolo sul proprio sito ufficiale.
I due diventano copresidenti del club, facendo terminare dopo 80 anni la tradizione che voleva il Cesena sempre in mano a proprietari romagnoli e a presidenti tutti cesenati (nell'ordine Alberto Rognoni, Dino Manuzzi, Edmeo Lugaresi, Giorgio Lugaresi, Igor Campedelli e Corrado Augusto Patrignani).
Il 28 novembre 2022 i due soci americani rileveranno anche il restante 40% di quote, diventando gli unici proprietari del Cesena FC.

#### 2022-: Nuovo ciclo e ritorno in Serie B
Nell'estate 2022, la prima in cui il Cesena è in mano alla nuova proprietà americana, la squadra viene completamente smantellata e ricostruita con un organico più ambizioso, con l'obiettivo di conseguire subito il salto di categoria. Termina il rapporto con il tecnico William Viali, il quale viene sostituito da Domenico Toscano. All'inizio del campionato la squadra fatica, raccogliendo soltanto 5 punti nelle prime 5 giornate. Col passare delle giornate il rendimento migliora e il Cesena si stabilizza nelle prime posizioni della classifica, terminando la stagione regolare al 2º posto con 79 punti, a soltanto due lunghezze dalla Reggiana capolista. Grazie a questo piazzamento la squadra accede direttamente al secondo turno nazionale dei play-off, che i romagnoli superano eliminando il Vicenza pareggiando 0-0 sia all'andata che al ritorno. In semifinale, però, il Cesena viene eliminato dal Lecco ai calci di rigore davanti al proprio pubblico, dopo aver vinto per 1-2 la partita di andata a Lecco e aver perso il ritorno 0-1 al Manuzzi. A fine campionato emergono divergenze tra le due anime della proprietà, con Robert Lewis che cede le sue quote e lascia il club; John Aiello rimane così l'unico titolare della società.
Per la stagione 2023-2024 vengono confermati sia l'allenatore che buona parte della squadra dell'anno precedente, aggiungendo qualche nuovo innesto. I romagnoli, forti di un ottimo rendimento sia offensivo che difensivo (grazie anche all'apporto di alcuni giocatori provenienti dal settore giovanile e diventati subito titolari inamovibili), ingaggiano un testa a testa con la Torres per il primato nel Girone B; nel girone di ritorno i bianconeri riescono a staccare i sardi e il 30 marzo 2024, in seguito alla vittoria per 1-0 sul Pescara, ottengono la promozione diretta in Serie B con quattro giornate d'anticipo sulla fine della stagione regolare. A fine stagione i punti totalizzati saranno ben 96, record di sempre del Cesena e record assoluto eguagliato in serie C (pari merito col Catanzaro 2022-2023). Subito dopo il campionato si disputa la supercoppa di serie C tra le vincenti dei tre gironi (Cesena, Mantova e Juve Stabia). I romagnoli si aggiudicano anche questo trofeo; a stagione conclusa termina il rapporto con Toscano.
Per il ritorno in Serie B dopo sei anni d'assenza, la società decide di affidarsi al tecnico Michele Mignani, con cui conclude la stagione al settimo posto che vale l'accesso ai play-off dove però viene eliminato al turno preliminare dal Catanzaro.

## Colori e simboli

### Colori

Il Cesena della stagione 1972-73 con la maglia a strisce

I colori sociali del Cesena sono il bianco e il nero. Nel corso nella storia del club le maglie sono state nella maggior parte dei casi bianche con colletto e bordini neri; tuttavia dall'annata 1992-93 il corvino spicca maggiormente sulle divise, diventando il colore prevalente delle decorazioni.
Fra le varianti, nelle stagioni 2005-06, 2006-07 e 2014-15 le maniche sono state completamente nere, mentre nel campionato 2000-01 la maglia aveva invertito le sue tinte, diventando nera con decorazioni bianche. È inoltre da segnalare la maglia a strisce bianconere, che ha accompagnato la prima promozione in Serie A del Cesena nel 1972-73, e rivista poi nel 2003-04.

### Simboli ufficiali

#### Stemma
Il simbolo del Cesena è uno scudo sannitico antico decorato con sottili strisce bianconere e un cavalluccio marino nero posto al centro.

Logo dell'AC Cesena utilizzato dal 2005 fino al fallimento del 2018
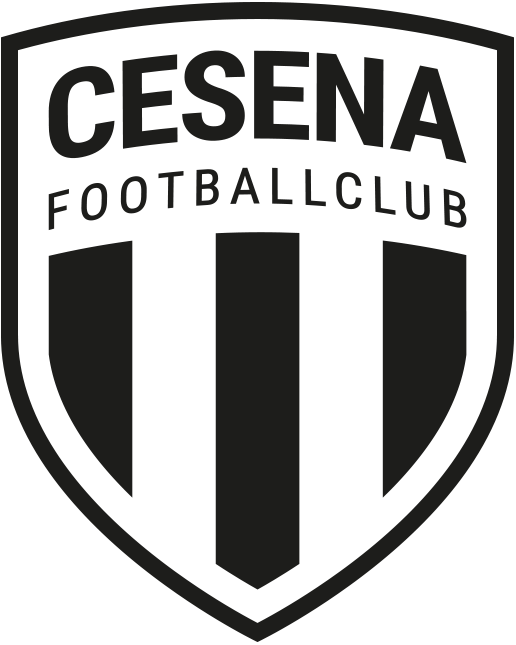
Logo del Cesena FC utilizzato nell'estate 2018
Logo del Cesena FC utilizzato dal settembre 2018

#### Inno
Il primo inno del Cesena è Forza Cesena, scritto da Primino Partisani e musicato da Vittorio Borghesi nel 1968 dopo la prima promozione nel campionato cadetto. Nel tempo il club, assecondando la tifoseria, ha altresì "fatto propri" due brani celebri del repertorio popolare romagnolo, ossia Romagna Capitale di Raoul Casadei e Romagna mia di Secondo Casadei, che vengono sistematicamente eseguiti a margine delle partite.

#### Mascotte
La mascotte del Cesena è un cavalluccio marino bianconero, il quale esordisce nel gennaio 2010.

## Strutture

### Stadio

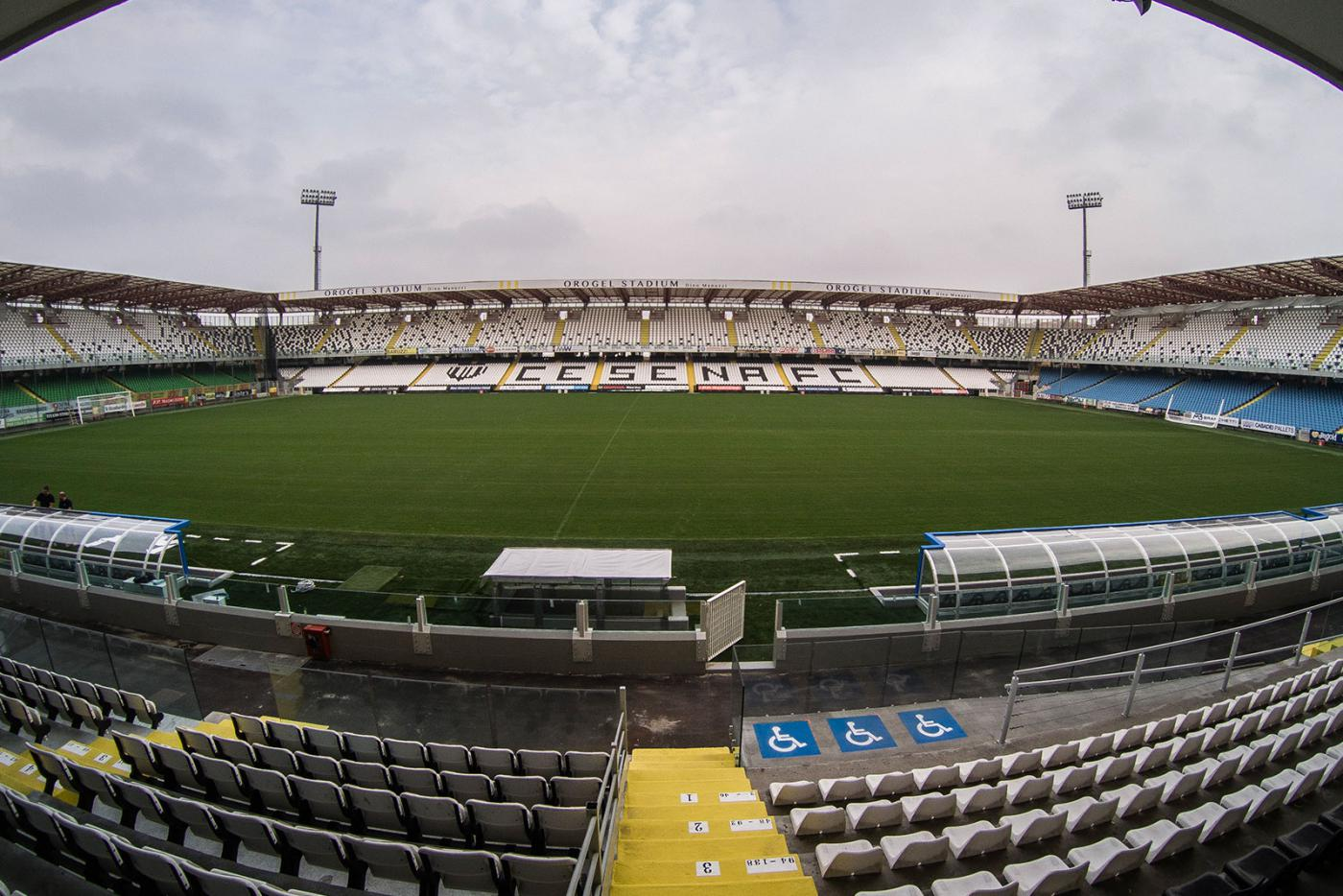
Visuale dell'impianto dalla tribuna

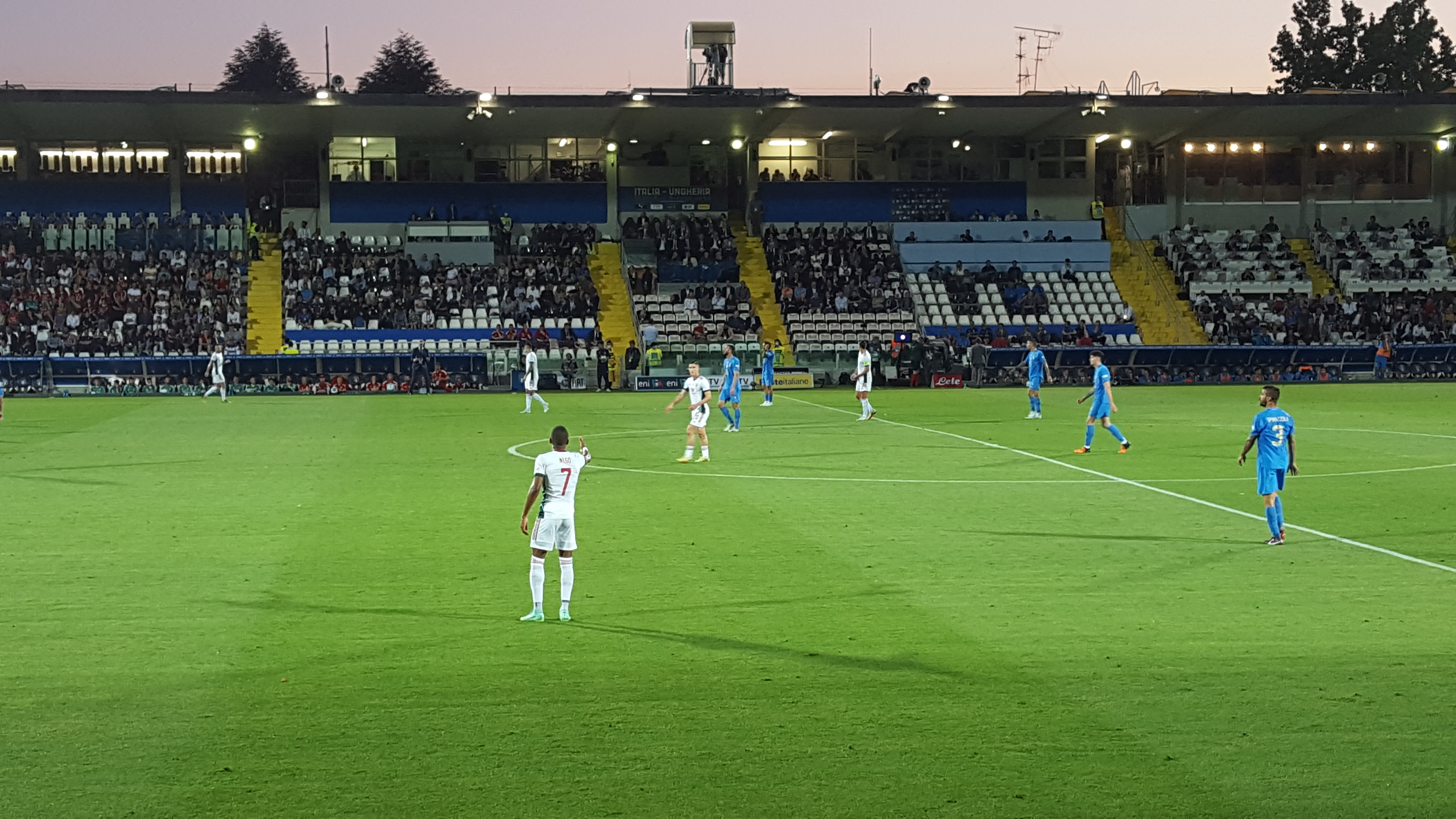
Italia-Ungheria al Manuzzi

La squadra gioca le sue partite casalinghe all'Orogel Stadium-Dino Manuzzi, situato nell'area cosiddetta "La Fiorita", nel quartiere Fiorenzuola (zona orientale di Cesena). Si tratta dello stadio di calcio più grande e importante della Romagna, e anche il secondo impianto sportivo all'aperto dopo l'Autodromo di Imola. Inizialmente chiamato "La Fiorita", nel 1982 viene intitolato a "Dino Manuzzi", presidente della società dal 1964 al 1980. Successivamente, il 27 settembre 2014, il presidente del Cesena Giorgio Lugaresi, stipulò un contratto di sponsorizzazione con la Orogel, mutando il nome dell'impianto sportivo in Orogel Stadium - Dino Manuzzi. L'impianto nel corso della sua storia subisce tre ristrutturazioni, nel 1988, nel 2011 e nel 2018.
Nel 1988 tre lati su quattro dello stadio sono stati demoliti e ricostruiti. Nel progetto originale era prevista la demolizione e ricostruzione anche della tribuna centrale, sulla falsariga del resto della nuova struttura, ma i fondi per completare l'opera non erano in quel momento sufficienti e si decise di procrastinare la costruzione successivamente. In realtà per un paio di decenni, anche a causa delle alterne fortune del Cesena Calcio, l'idea di ultimare il progetto originale andò a poco a poco scemando. Ritornò in auge solo nel 2009, quando lo stadio Manuzzi entrò nel lotto degli impianti selezionati per la candidatura italiana all'organizzazione del campionato europeo di calcio 2016. In quell'occasione fu presentato un nuovo progetto di ultimazione dell'impianto, che prevedeva tra le altre cose la completa ricostruzione della tribuna. Con l'assegnazione di Euro 2016 alla Francia il progetto venne nuovamente accantonato.
In seguito ai lavori del 2011, il 10 settembre dello stesso anno è diventato il primo stadio in Italia ad ospitare una partita di Serie A su un terreno in erba sintetica, e sempre nella stessa occasione è diventato anche il primo stadio in Europa ad ospitare due Real Box, strutture in plexiglas interamente chiuse posizionate appena fuori dal campo in corrispondenza delle bandierine del calcio d'angolo, in grado di ospitare ciascuna 8 spettatori che possono assistere alla partita da bordo campo. Essi sono però stati rimossi durante i lavori dell'estate 2018.
Nell'estate 2018 lo stadio è stato ristrutturato per essere conforme alle norme UEFA. Le curve e i distinti inferiori sono stati completamente rivestiti da seggiolini, il campo è stato allargato e si è ritornati dal sintetico all'erba naturale. I lavori, cominciati il 21 maggio 2018, sono poi stati sospesi per via del fallimento dell'A.C. Cesena, che avrebbe dovuto contribuire con 1,3 milioni di euro. I fondi sono stati successivamente investiti dal comune di Cesena e i lavori sono ripresi per poi terminare in settembre.
L'Orogel Stadium è stato tra le strutture ad ospitare gli europei under 21 del 2019, svoltisi in Italia e a San Marino. In particolare si sono giocate a Cesena le seguenti tre partite del girone C: Inghilterra-Francia 1-2 (18 giugno), Inghilterra-Romania 2-4 (21 giugno) e Francia-Romania 0-0 (24 giugno).
L'Orogel Stadium - Dino Manuzzi nella sua storia ha ospitato anche quattro partite della nazionale maggiore:
- Italia-Bulgaria 4-0: 20 settembre 1989; Amichevole; 18' rig. e 34' R. Baggio, 46' Carnevale, 53' aut. Iliev
- San Marino-Italia 0-4: 12 febbraio 1992; Amichevole; 36' R. Baggio, 42' Donadoni, 47' Casiraghi, 84' R. Baggio
- Italia-Svezia 1-0: 18 novembre 2009; Amichevole; 29' Chiellini
- Italia-Ungheria 2-1: 7 giugno 2022; UEFA Nations League; 30' Barella, 45' Pellegrini, 61' aut. Mancini

### Centro di allenamento
Il Cesena FC svolge le sue sedute di allenamento nel Centro Sportivo "Alberto Rognoni", intitolato al fondatore del club. La struttura si trova a Celletta, in provincia di Forlì-Cesena e, oltre agli allenamenti della prima squadra, ospita anche quelli delle giovanili, soprattutto Primavera e Allievi Nazionali. Presenta tre campi di allenamento, uno in erba naturale e due in erba artificiale.

## Società

### Organigramma societario
Organigramma aggiornato al 1º luglio 2025.
- John Aiello - Presidente
- Anthony Scotto - Consigliere e AD
- Massimo Agostini - Consigliere e Responsabile settore giovanile
- Filippo Fusco - Direttore sportivo
- Corrado Di Taranto - Direttore generale
- Marco Valentini - Segretario generale
- Lorenzo Marchetti - Addetto stampa
- Claudia Gatti - Responsabile Marketing
- Davide Succi - Responsabile Tecnico del Vivaio
- Filippo Biondi - Segretario settore giovanile
- Gianluca Campana - Responsabile della sicurezza
- Roberto Checchia - Dipartimento SLO

### Sponsor
| Cronologia degli sponsor tecnici - 1980-1981 Pouchain - 1981-2004 Adidas - 2004-2007 Lotto - 2007-2009 Mass - 2009-2010 Lotto - 2010-2013 Adidas - 2013-2014 Erreà - 2014-2018 Lotto - 2018-2022 Mizuno - 2022-2023 Kappa - 2023- Erreà | Cronologia degli sponsor ufficiali - 1981-1986 F.lli Dieci - 1986-1990 Orogel - 1990-1992 Amadori - 1992-1993 SDA Express Courier - 1993-1995 Tecnocasa - 1995-1997 Olidata - 1997-1999 Orogel - 1999-2002 Camac - 2002-2003 Bcube - 2003-2004 Riviera di Cervia - 2004-2007 Solo Affitti - 2007-2008 Solo Affitti, Gomme & Service - 2008-2009 Viocar - 2009-2010 Eugeo - 2010-2013 Technogym - 2013-2014 Aldini Costruzioni - 2014-2015 Prink - 2015-2016 nessuno sponsor - 2016-2017 PLT puregreen (Girone di Ritorno) - 2017-2023 PLT puregreen - 2023-2024 Eni Plenitude - 2024- E.CO Energia Corrente |

### Impegno nel sociale
Il Cesena è attivo nel campo sociale e umanitario. La società (ma anche l'A.C. Cesena prima del fallimento) collabora da vari anni con "Pediatria a misura di bambino", progetto che dal 2005 lavora per i bambini ricoverati al reparto di pediatra dell'Ospedale Bufalini di Cesena. Infatti, in diverse occasioni la squadra e lo staff hanno fatto visita al reparto, regalando magliette e gadget, e in alcune stagioni il club bianconero ha messo in vendita il proprio calendario ufficiale, per poi donare i proventi al già citato reparto. Inoltre, sempre a favore del progetto, sono state compiute dal Cesena due iniziative di particolare importanza. Nel 2017 la società decide di incidere il disco "Merry Christmas, dai burdel", contenente una canzone natalizia a tema Cesena Calcio cantata in coro da tutta la squadra. Anche in questo caso il ricavato della vendita verrà devoluto alla pediatria. Nel 2021, in occasione della partita contro l'Imolese, il Cesena scende in campo con la terza maglia. Al termine della gara le divise di gioco vengono ritirate e messe all'asta su ebay e i 7000 euro incassati da tali aste vengono poi donati sempre allo stesso reparto.
Un altro evento sostenuto dal Cesena a favore del sistema sanitario si era tenuto nel 2014, quando la squadra aveva affrontato in amichevole il Forlimpopoli vincendo 6-0, e l'incasso era stato devoluto in beneficenza alla Croce Rossa Italiana.
Nel 2022 il club mette in piedi un'iniziativa a favore dell'associazione di volontariato Plastic Free, vendendo ancora una volta all'asta le divise indossate nella partita in casa contro la Reggiana, e donando quanto raccolto alla onlus.

### Settore giovanile
Il settore giovanile del Cesena è formato da tre squadre maschili partecipanti ai campionati nazionali (Primavera, Allievi Nazionali e Giovanissimi Nazionali), due partecipanti a tornei di livello regionale (Allievi Regionali e Giovanissimi Regionali) e due rappresentative di Esordienti e Pulcini. L'attività di base è invece curata dall'Accademia Calcio Cesena, fondata nel 2019; ad essa sono associate due ulteriori scuole calcio: la Edelweiss Jolly di Forlì (affiliata sempre a partire dal 2019) e la Nuova Virtus Cesena (unitasi al progetto nel 2020).
Nel palmarès del club bianconero a livello giovanile vi sono due vittorie del Campionato primavera: i titoli furono conseguiti nel 1981-82, e nel 1985-86. Nel 1990 un'altra vittoria di prestigio: il Torneo di Viareggio, vinto battendo il Napoli 1-0 in finale, mentre l'ultimo riconoscimento è del 1995 con la vittoria del Campionato nazionale Dante Berretti "Juniores".
Nel corso degli anni il vivaio della squadra romagnola si è affermato come uno dei più floridi di tutta la regione ed è molto considerato anche a livello nazionale, avendo costituito la base di partenza per la carriera di numerosi calciatori professionisti. Fra di essi ci sono alcune vere e proprie "bandiere" del Cesena, come il recordman di presenze Giampiero Ceccarelli (che dopo il ritiro dal calcio giocato ha lavorato a lungo sia per i bianconeri sia per la nazionale italiana), Adriano Piraccini e Gianluca Leoni, tutti e tre nati proprio nella città romagnola. Altri, invece, hanno potuto vestire ripetutamente la maglia della nazionale maggiore: è il caso di Lorenzo Minotti, Ruggiero Rizzitelli, Alessandro Bianchi, Emanuele Giaccherini e Stefano Sensi. Inoltre, fra i giocatori con una carriera professionistica consolidata si ricordano Maurizio Orlandi, Corrado Benedetti, Giacomo Piangerelli, Alberto Fontana, Andrea Tabanelli, Tommaso Arrigoni, Francesco Urso, Luca Valzania, Gabriele Moncini e Youssef Maleh.
Dopo la ricostituzione del settore giovanile nel 2019, avvenuta in seguito alla ripartenza della società dopo il fallimento e diretta da Aurelio Manuzzi (nipote dello storico presidente Dino) e Davor Jozić, in poco tempo sono stati raggiunti nuovi obiettivi, inclusa la promozione della squadra Primavera nella seconda divisione giovanile nel 2021 e l'esplosione di diversi giovani che ad oggi sono o sono stati tasselli fondamentali della rosa della prima squadra, inclusi Tommaso Berti, i gemelli Cristian e Stiven Shpendi, Matteo Francesconi e Simone Pieraccini.

### Sezione femminile
Nel 2018 il Cesena ha stretto un accordo di collaborazione con il Castelvecchio, partecipante al campionato di Serie B 2018-2019, volto a costituire la sezione femminile della squadra bianconera, che nella stagione 2023-2024 milita ancora nella stessa divisione.

## Diffusione nella cultura di massa
Il Cesena, essendo una delle "provinciali" più note della penisola, è spesso presente in varie opere della cultura italiana.
Nel brano del 1975 21X di Claudio Baglioni, presente nell’album Sabato Pomeriggio, il protagonista della canzone si augura che il Cesena possa pareggiare in modo tale da centrare la partita nella schedina.
In campo cinematografico è da ricordare L'ultimo terrestre (2011), nel quale un ascoltatore del TG3, sentendo la notizia dell'invasione aliena, si preoccupa del vivaio del club bianconero poiché i giocatori corrono il rischio di essere sostituiti dagli extraterrestri. Da segnalare inoltre il presidente Borlotti, interpretato da Camillo Milli ne L'allenatore nel pallone (1984), una parodia del numero uno cesenate del periodo, Edmeo Lugaresi; simile scimmiottatura si ritrova anche ne Il presidente del Borgorosso Football Club (1970), dove Benito Fornaciari, interpretato da Alberto Sordi, ricalca ampiamente lo storico presidente romagnolo Dino Manuzzi. Altra citazione la troviamo in Scusate il ritardo (1983) di Massimo Troisi, nel quale il suo Napoli perde alla fine del primo tempo proprio contro il club bianconero.
Per quanto riguarda la televisione, nel corso degli anni 1990 divennero celebri le ironie nei confronti di Lugaresi da parte della Gialappa's Band, facendone un vero e proprio "personaggio" mediatico.

## Allenatori e presidenti
Negli attuali 80 anni di vita sono state 8 le presidenze, anche se in realtà i presidenti del club bianconero sono stati 9, ovvero uno in più a causa dell'attuale co-presidenza americana.
Molti allenatori, lanciati in Serie A dal Cesena, hanno poi raggiunto traguardi prestigiosi come lo scudetto, e addirittura un campionato mondiale di calcio. In ordine cronologico si possono elencare: Luigi Radice che ha guidato per la prima volta nella storia il Cesena alla promozione in Serie A nella stagione 1972-73, per poi laurearsi Campione d'Italia con il Torino nel 1975-76, Eugenio Bersellini che ha debuttato in Serie A con il Cesena nel 1973-74, e ha poi conquistato lo scudetto con l'Inter nella stagione 1979-80, Osvaldo Bagnoli che ha raggiunto la Serie A per la prima volta con il Cesena nella stagione 1980-81, per poi vincere uno storico scudetto con il Verona nella stagione 1984-85, Alberto Bigon che ha esordito in Serie A con il Cesena nella stagione 1987-88, e ha portato al suo secondo scudetto il Napoli nella stagione 1989-90, ed infine Marcello Lippi che ha debuttato in Serie A con il Cesena nella stagione 1989-90 per poi vincere 5 scudetti con la Juventus a partire dal 1994-95, oltre che a trionfare con la Nazionale italiana al campionato mondiale di calcio 2006.
Di seguito l'elenco di allenatori e presidenti del Cesena dall'anno di fondazione al terzo millennio.
- 1940-1941  Arnaldo Pantani[90]
- 1941-1942  Mario Gianni
- 1942-1943  Karl Stürmer
- 1943-1944  Marcello Pellarin
- 1945-1946  Mario Gianni (1ª-?ª)
 Marcello Pellarin (?ª-22ª)
- 1946-1947  Luigi Milano[90]
- 1947-1948  Fioravante Baldi[90]
- 1948-1949  Giacinto Ellena[90]
- 1949-1950  Arnaldo Pantani (1ª-?ª)
 Cinzio Scagliotti (?ª-42ª)
- 1950-1951  András Kuttik (1ª-?ª)
 Giacinto Ellena (?ª-38ª)
- 1951-1952  Giacinto Ellena (1ª-?ª)
 Aldo Neri (?ª-34ª)
- 1952-1953  Aldo Neri (1ª-?ª)
 Marcello Pellarin (?ª-30ª)
- 1953-1954  Marcello Pellarin (1ª-?ª)
 Pietro Magni[90] (?ª-30ª)
- 1954-1955  Adler Bonci
- 1955-1956  Adler Bonci (1ª-?ª)
 Renato Lucchi (?ª-30ª)
- 1956-1959  Renato Lucchi
- 1959-1960  Giuseppe Matassoni[90] (1ª-?ª)
 Renzo Burini[90] (?ª-34ª)
- 1960-1961  Renzo Burini[90] (1ª-?ª)
 Giuseppe Matassoni (?ª-34ª)
- 1961-1962  Gipo Poggi (1ª-?ª)
 Guglielmo Trevisan (?ª-?ª)
 Giacomo Mari (?ª-34ª)
- 1962-1963  Leo Zavatti (1ª-?ª)
 Renato Lucchi (?ª-34ª)
- 1963-1965  Renato Lucchi
- 1965-1966  Giuseppe Matassoni
- 1966-1967  Giuseppe Matassoni (1ª-?ª)
 Emilio Bonci (?ª-?ª)
 Cesare Meucci (?ª-34ª)
- 1967-1968  Cesare Meucci
- 1968-1969  Cesare Meucci (1ª-14ª)
 Giuseppe Matassoni (15ª-38ª)
- 1969-1970  Giuseppe Matassoni (1ª-8ª)
 Cesarino Cervellati (9ª-18ª)
 Adler Bonci e  Orlando Poni (19ª-20ª)
 Luigi Bonizzoni (21ª-38ª)
- 1970-1971  Luigi Bonizzoni (1ª-13ª)
 Giovan Battista Fabbri (14ª-38ª)
- 1971-1973  Luigi Radice
- 1973-1975  Eugenio Bersellini
- 1975-1976  Giuseppe Marchioro
- 1976-1977  Giulio Corsini (1ª-3ª)
 Paolo Ferrario e  Aldo Neri (4ª-5ª)
 Domenico Rosati (6ª-9ª)
 Paolo Ferrario e  Aldo Neri (10ª-30ª)
- 1977-1978  Giuseppe Marchioro
- 1978-1979  Giancarlo Cadè
- 1979-1981  Osvaldo Bagnoli
- 1981-1982  Giovan Battista Fabbri (1ª-15ª)
 Renato Lucchi (16ª-30ª)
- 1982-1983  Bruno Bolchi
- 1983-1984  Giuseppe Marchioro (1ª-14ª)
 Sandro Tiberi (15ª-38ª)
- 1984-1986  Adriano Buffoni
- 1986-1987  Bruno Bolchi
- 1987-1989  Alberto Bigon
- 1989-1990  Marcello Lippi
- 1990-1991  Marcello Lippi (1ª-17ª)
 Giampiero Ceccarelli e  Renato Lucchi (D.T.) (18ª-22ª)
 Alberto Batistoni e  Renato Lucchi (D.T.) (23ª-34ª)
- 1991-1992  Attilio Perotti
- 1992-1993  Gaetano Salvemini (1ª-24ª)
 Azeglio Vicini (25ª-38ª)
- 1993-1995  Bruno Bolchi
- 1995-1996  Marco Tardelli
- 1996-1997  Marco Tardelli (1ª-8ª)
 Giuseppe Marchioro (9ª-19ª)
 Giampiero Ceccarelli e  Corrado Benedetti (20ª-38ª)
- 1997-1998  Corrado Benedetti
- 1998-1999  Corrado Benedetti (1ª-10ª)
 Alberto Cavasin (11ª-38ª)
- 1999-2000  Walter Nicoletti (1ª-38ª e andata spareggio)
 Paolo Ammoniaci (ritorno spareggio)
- 2000-2001  Fabrizio Tazzioli (1ª-13ª)
 Paolo Ferrario (14ª-24ª)
 Walter De Vecchi (25ª-34ª)
- 2001-2002  Walter De Vecchi (1ª-14ª)
 Agatino Cuttone (15ª-34ª)
- 2002-2003  Giuseppe Iachini
- 2003-2007  Fabrizio Castori
- 2007-2008  Fabrizio Castori (1ª-14ª)
 Giovanni Vavassori (15ª-27ª)
 Fabrizio Castori (28ª-42ª)
- 2008-2010  Pierpaolo Bisoli
- 2010-2011  Massimo Ficcadenti
- 2011-2012  Marco Giampaolo (1ª-10ª)
 Daniele Arrigoni (11ª-24ª)
 Mario Beretta (25ª-38ª)
- 2012-2013  Nicola Campedelli (1ª-3ª)
 Pierpaolo Bisoli (4ª-42ª)
- 2013-2014  Pierpaolo Bisoli
- 2014-2015  Pierpaolo Bisoli (1ª-14ª)
 Domenico Di Carlo (15ª-38ª)
- 2015-2016  Massimo Drago
- 2016-2017  Massimo Drago (1ª-12ª)
 Andrea Camplone (13ª-42ª)
- 2017-2018  Andrea Camplone (1ª-7ª)
 Fabrizio Castori (8ª-42ª)
- 2018-2019  Giuseppe Angelini
- 2019-2020  Francesco Modesto (1ª-23ª)
 William Viali (24ª-27ª)
- 2020-2022  William Viali
- 2022-2024  Domenico Toscano
- 2024-  Michele Mignani

- 1940-1964  Alberto Rognoni
- 1964-1980  Dino Manuzzi
- 1980-2002  Edmeo Lugaresi
- 2002-2007  Giorgio Lugaresi
- 2007-2013  Igor Campedelli
- 2013-2018  Giorgio Lugaresi
- 2018-2021  Corrado Augusto Patrignani
- 2021-2023  Robert Lewis e  John Aiello
- 2023-  John Aiello

## Calciatori

### Contributo alle Nazionali

Walter Schachner

Tra i primi giocatori del Cesena che hanno indossato la maglia azzurra sono da ricordare Maurizio Orlandi, principale calciatore bianconero per presenze nell'Italia Under-21 e Under-23, Luigi Danova, con 6 presenze nell'Under-23 e una in Nazionale maggiore, Corrado Benedetti e Giacomo Piangerelli, entrambi con una presenza in Under-21. Negli anni 1980 spiccano le presenze in Under-21 di Augusto Gabriele, quelle di Ruggiero Rizzitelli e Massimo Bonini – il quale, nonostante la cittadinanza sammarinese, debutta proprio quando è a Cesena nell'Under-21 italiana poiché la UEFA (ma non la FIFA), all'epoca, equiparava i calciatori del Titano a quelli del Bel Paese. Negli anni 2000 e 2010 troviamo infine Luca Caldirola convocato in Under-21 anche durante il periodo a Cesena, così come Nicola Leali ed Ezequiel Schelotto.
Negli anni 1980 Walter Schachner oltre a essere attaccante del Cesena è anche un punto fisso della Nazionale austriaca. All'inizio del terzo millennio troviamo l'islandese Hörður Magnússon nella corrispondente Under-21, Constantin Nica con la Nazionale maggiore romena, Milan Đurić con l'Under-21 bosniaca, Luka Krajnc con l'Under-21 slovena, Hugo Almeida con il Portogallo e Carlos Carbonero con la Colombia.
Negli Europei 2016, fra i 23 della rosa convocati da Antonio Conte, risultano ben 5 ex giocatori del Cesena (e anche di elevata importanza in squadra) quali: Emanuele Giaccherini, Marco Parolo, Graziano Pellè, Éder e Antonio Candreva.

#### Vincitori in nazionale
- Coppa d'Asia: 1

 Yuto Nagatomo (Qatar 2011)

### Maglie ritirate
- 12: ritirata il 29 luglio 2009 e dedicata ai tifosi della "Curva Mare", attribuendo loro, simbolicamente, il ruolo di 12º uomo in campo. Nell'occasione la maglia viene messa in vendita dai tifosi cesenati appartenenti al gruppo ultras "WSB", devolvendo il ricavato alle vittime del Terremoto dell'Aquila del 2009.[108][109]
- 21: ritirata in seguito alla prematura scomparsa di Paolo Martelli. Il giocatore militante nel Cesena muore a 29 anni, il 12 aprile 1999 a San Mauro Pascoli, a causa di un incidente stradale. La sua maglia non è più assegnata a partire dalla gara Reggiana-Cesena del 25 aprile 1999 valida per il campionato di Serie B 1998-1999.[108][110]

## Palmarès

### Competizioni giovanili
- Campionato De Martino: 1

1975-1976
- Campionato Primavera: 2

1981-1982, 1985-1986
- Torneo di Viareggio: 1

1990
- Campionato Nazionale Juniores - Torneo Dante Beretti: 1

1994-1995
- Torneo Città di Arco: 1

1981
- Torneo Città di Vignola: 4

1969, 1995, 1996, 2002
- Campionato Primavera 2: 2

2021-2022 (girone B), 2023-2024 (girone B)
- Supercoppa Primavera 2: 2

2022, 2024
- Campionato Nazionale Under-17: 1

2021-2022 (Serie C)
- Campionato Nazionale Under-16: 2

2022-2023, 2023-2024 (Serie C)
- Campionato Nazionale Under-15: 2

2021-2022, 2022-2023 (Serie C)

### Competizioni nazionali
- Coppa Italia Serie C: 1

2003-2004
- Supercoppa Serie C: 1

2024
- Serie C: 2

1967-1968 (girone B), 2023-2024 (girone B)
- Serie C1: 1

1997-1998 (girone A)
- Lega Pro Prima Divisione: 1

2008-2009 (girone A)

### Competizioni interregionali
- Serie D: 2

1959-1960 (girone C), 2018-2019 (girone F)
- Prima Divisione: 1

1940-1941 (girone A)

### Competizioni regionali
- Promozione: 2

1952-1953 (girone A), 1956-1957 (girone A)

### Onorificenze
- Stella d'oro al merito sportivo

2011
- Stella d'argento al merito sportivo

1983

## Statistiche e record

### Partecipazione ai campionati
Di seguito una tabella raffigurante la partecipazione del Cesena ai campionati nazionali di calcio.
| Livello | Categoria                                     | Partecipazioni | Debutto   | Ultima stagione | Totale |
| ------- | --------------------------------------------- | -------------- | --------- | --------------- | ------ |
| 1º      | Serie A                                       | 13             | 1973-1974 | 2014-2015       | 13     |
| 2º      | Serie B-C Alta Italia                         | 1              | 1945-1946 | 1945-1946       | 35     |
| 2º      | Serie B                                       | 34             | 1946-1947 | 2025-2026       | 35     |
| 3º      | Serie C                                       | 19             | 1941-1942 | 2023-2024       | 25     |
| 3º      | Serie C1                                      | 5              | 1997-1998 | 2003-2004       | 25     |
| 3º      | Lega Pro Prima Divisione                      | 1              | 2008-2009 | 2008-2009       | 25     |
| 4º      | Promozione                                    | 1              | 1951-1952 | 1951-1952       | 6      |
| 4º      | IV Serie                                      | 1              | 1953-1954 | 1953-1954       | 6      |
| 4º      | Campionato Interregionale - Seconda Categoria | 1              | 1957-1958 | 1957-1958       | 6      |
| 4º      | Campionato Interregionale                     | 1              | 1958-1959 | 1958-1959       | 6      |
| 4º      | Serie D                                       | 2              | 1959-1960 | 2018-2019       | 6      |

### Partecipazione alle competizioni UEFA
| Competizione UEFA | Partecipazioni | Debutto   | Ultima stagione | Totale |
| ----------------- | -------------- | --------- | --------------- | ------ |
| Coppa UEFA        | 1              | 1976-1977 | 1976-1977       | 1      |

### Statistiche di squadra
Includendo la stagione in corso, il club ha partecipato a 77 campionati nazionali, di cui 13 in Serie A, 33 in Serie B più 1 misto Serie B-C Alta Italia, 25 in Serie C (o altre denominazioni del campionato di terzo livello nella piramide calcistica italiana), 6 in Serie D (o altre denominazioni della quarta serie italiana). Cinque stagioni sono state invece a livello regionale (1 nel quarto livello + 4 nella quinta serie italiana). Le annate professionistiche sono state 71 sul totale delle 93 finora organizzate dalla FIGC dal 1929. La massima vittoria interna del club bianconero risale al 4 novembre 1951, quanto il Cesena batte 8-0 la Medicense, per quanto riguarda quella esterna, il 26 aprile 1953 il Cesena batte 11-0 il Cotignola, infine riguardo ai pareggi con maggior numero di reti sono in totale 12, tutti per 3-3. Le massime sconfitte interne sono un 1-5 contro l'Inter il 9 dicembre 1990, uno 0-4 contro il Solvay Rosignano l'11 ottobre 1953, un altro con la Lazio 15 dicembre 1968 e un altro contro la Fiorentina il 26 maggio 1991, mentre le massime sconfitte esterne sono un 1-7 contro il Perugia il 7 marzo 1954, uno 0-6 contro il Mestrina il 27 marzo 1949 e un altro contro il Prato il 27 settembre 1953. La partita interna con il maggior numero di reti risale invece al 15 dicembre 1957 (Cesena-Sangiorgese 6-5), quella esterna al 26 aprile 1953 (Cotignola–Cesena 0-11).
La miglior striscia di risultati utili in Serie A è ottenuta nel 1975-76 con 12 turni di imbattibilità, mentre nel 1987-88 si ha il maggior numero di vittorie con 4 successi in Serie A; la peggiore striscia negativa è datata 2011-12 con 20 turni di insuccessi, mentre nel 1990-91 si ha il record di 6 sconfitte consecutive.

### Statistiche individuali

Massimo Agostini, migliore marcatore per il Cesena in Serie A

Il giocatore che detiene il maggior numero di presenze con la maglia del Cesena è Giampiero Ceccarelli con 591 apparizioni mentre il record di marcature bianconere appartiene a Dario Hübner con 77 gol. Adriano Piraccini è invece il calciatore del Cesena con più presenze in Serie A (148), Massimo Agostini è il miglior marcatore in assoluto di tale campionato con 22 reti mentre Massimo Ciocci è colui che ha segnato più gol in una sola stagione con 14 marcature nel 1990-91. Invece Giuseppe De Feudis è l'unico calciatore ad aver partecipato con la maglia del Cesena nelle prime cinque categorie del calcio italiano: dalla Serie D alla Serie A, compresi i vecchi campionati di C2 e C1. Considerata la fusione di questi ultimi nel campionato unico di Lega Pro, il record di Giuseppe De Feudis resterà ineguagliabile.

Di seguito i record presenze e marcature dei giocatori del Cesena in tutte le competizioni professionistiche dall'anno di fondazione a oggi.
- 591  Giampiero Ceccarelli (1966-1985)
- 427  Adriano Piraccini (1978-1984; 1988-1996)
- 303  Giuseppe De Feudis (2003-2005; 2006-2010; 2013-2015; 2018-2020)
- 297  Gianluca Leoni (1982-1995)
- 289  Giancarlo Oddi (1975-1983)
- 257  Emiliano Salvetti (1992-1994; 1996-1999; 2004-2008)
- 252  Leonello Leoni (1961-1970)
- 249  Paolo Ammoniaci (1966-1975)
- 246  Roberto Biserni (1996-1998; 2000; 2002-2009)

246  Massimo Agostini (1983-1986; 1988-1990; 1996-1998)
- 242  Agatino Cuttone (1983-1991)
- 233  Andrea Ciofi (2018-)

- 86  Dario Hübner (1992-1997)
- 75  Massimo Agostini (1983-1986; 1988-1990; 1996-1998)
- 50  Emiliano Salvetti (1992-1994; 1996-1999; 2004-2008)
- 37  Emanuele Chiaretti (1997-1998; 2000-2006)
- 36  Marco Bernacci (2001-2006)
- 35  Paolo Ferrario (1966-1967; 1969-1972)
- 33  Cristian Shpendi (2022-2024)
- 32  Simone Cavalli (2003-2005)

32  Oliviero Garlini (1980-1984)
- 31  Simone Corazza (2022-2024)

31  Camillo Ciano (2015-2017)
31  Carlo Taldo (1999-2001)

## Tifoseria

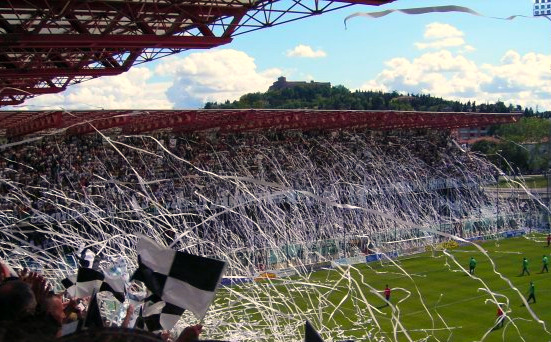
Tifosi del Cesena in Curva Mare

### Gemellaggi e rivalità
La tifoseria vanta in Italia gemellaggi storici con Brescia e Mantova, oltre a buoni rapporti con Palermo, mentre all'estero sono instaurati gemellaggi con le tifoserie di Peterborough United, Saint-Étienne, Osasuna e Stoccarda.

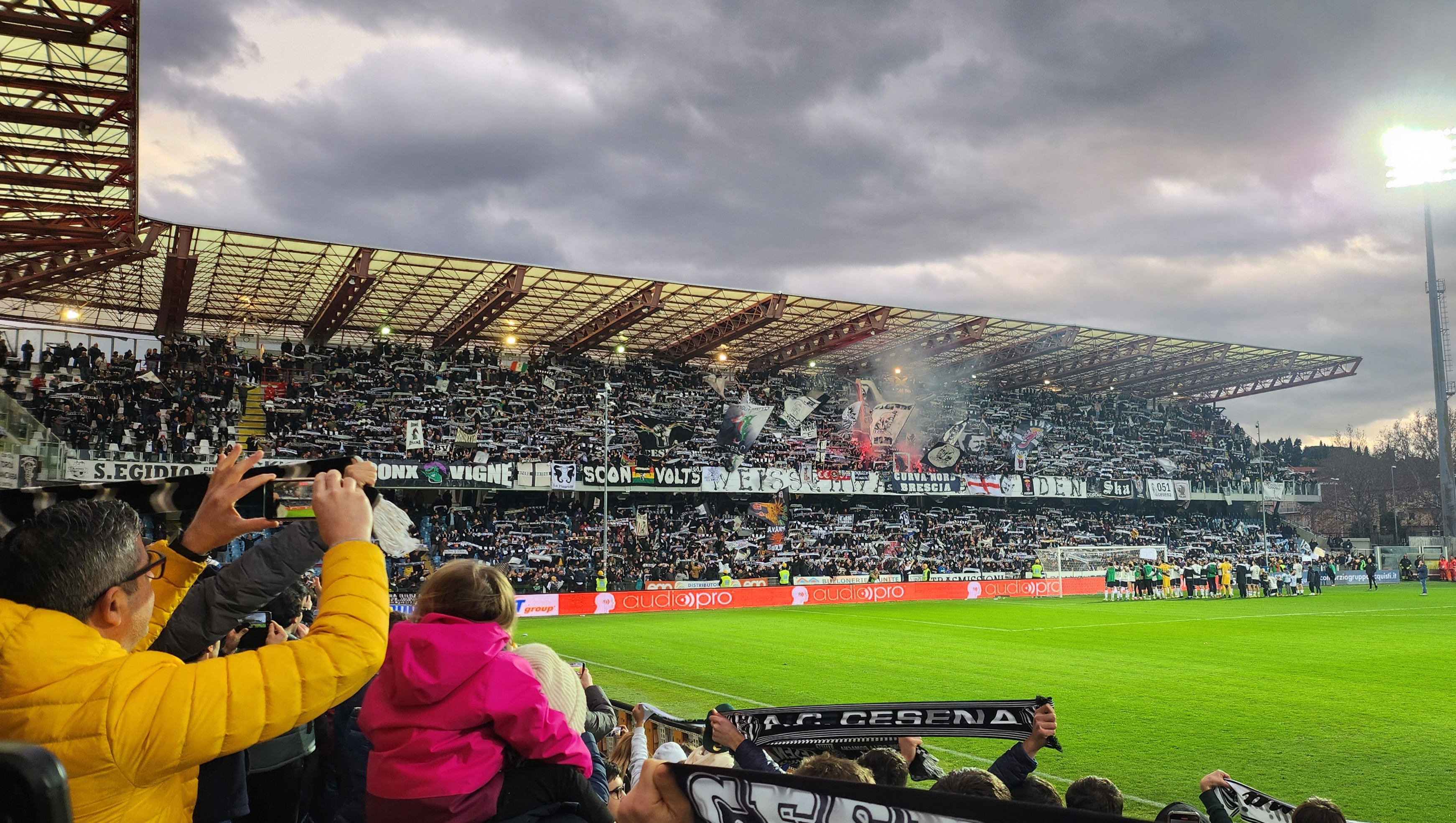
Sciarpata della curva mare al termine di Cesena-Rimini

Da notare i rapporti con il Padova, protagonista nel 2008-09 e 2009-10 di episodi che hanno portato alla doppia promozione dell'era Bisoli. Il tifo cesenate, particolarmente caldo e attivo, si accende specialmente nei derby con la principale squadra rivale, il Bologna: questa rivalità, molto sentita da entrambe le parti, deriva da quella culturale esistente tra le regioni storiche di Romagna ed Emilia. Le due squadre hanno avuto modo di affrontarsi in più occasioni tra Serie A e Serie B (nella massima serie le due squadre hanno 9 partecipazioni in comune). Altre forti rivalità di carattere geografico sono quelle con due squadre di calcio romagnole professioniste, Rimini e Ravenna, riguardanti perlopiù le partecipazioni ai campionati di Serie B e Serie C. Il match con il Rimini è soprannominato «Derby della Romagna» e richiama sempre un ampio pubblico da entrambe le parti.
Ulteriori rivalità di discreta importanza oppongono Cesena soprattutto con Hellas Verona, Pescara, Sambenedettese, Sangiustese, Atalanta, Vicenza, Pisa, ed anche con Genoa, Fiorentina, Salernitana, Milan (con cui avviene un gemellaggio negli anni 1980), Pistoiese, Padova, Ancona, Triestina, Livorno, Monza, Carrarese, Empoli, Arezzo, Novara, oltre a quelle con le emiliane SPAL, Modena, Reggiana e Sassuolo. Per via dell'amicizia con i palermitani ci sono pessimi rapporti pure con i tifosi del Catania.

## Organico

### Rosa 2025-2026
Aggiornata al 20 agosto 2025.
| N. |                    | Ruolo | Calciatore              |
| -- | ------------------ | ----- | ----------------------- |
| 1  | Italia (bandiera)  | P     | Alessandro Siano        |
| 6  | Italia (bandiera)  | C     | Tommaso Arrigoni        |
| 7  | Spagna (bandiera)  | A     | Jalen Blesa             |
| 9  | Albania (bandiera) | A     | Cristian Shpendi        |
| 10 | Italia (bandiera)  | C     | Simone Bastoni          |
| 11 | Italia (bandiera)  | A     | Riccardo Ciervo         |
| 13 | Italia (bandiera)  | D     | Raffaele Celia          |
| 14 | Italia (bandiera)  | C     | Tommaso Berti           |
| 15 | Italia (bandiera)  | D     | Andrea Ciofi (capitano) |
| 17 | Italia (bandiera)  | C     | Emanuele Adamo          |
| 18 | Italia (bandiera)  | D     | Matteo Guidi            |
| 19 | Italia (bandiera)  | D     | Giovanni Zaro           |

| N. |                        | Ruolo | Calciatore              |
| -- | ---------------------- | ----- | ----------------------- |
| 23 | Italia (bandiera)      | D     | Vittorio Magni          |
| 24 | Italia (bandiera)      | D     | Massimiliano Mangraviti |
| 25 | Italia (bandiera)      | C     | Dimitri Bisoli          |
| 26 | Italia (bandiera)      | D     | Matteo Piacentini       |
| 29 | Spagna (bandiera)      | A     | Siren Diao              |
| 32 | Italia (bandiera)      | A     | Marco Olivieri          |
| 33 | Stati Uniti (bandiera) | P     | Jonathan Klinsmann      |
| 35 | Italia (bandiera)      | C     | Davide Zamagni          |
| 39 | Italia (bandiera)      | P     | Niccolò Fontana         |
| 70 | Italia (bandiera)      | C     | Matteo Francesconi      |
| 77 | Albania (bandiera)     | A     | Frederik Tosku          |
| 99 | Italia (bandiera)      | D     | Gianluca Frabotta       |

### Staff tecnico
Staff aggiornato al 1º luglio 2025.
- Filippo Fusco - Direttore sportivo
- Alberto Bertolini - Responsabile area scouting
- Michele Mignani - Allenatore
- Simone Vergassola - Vice allenatore
- Federico Agliardi - Preparatore dei portieri
- Davide Campofranco - Collaboratore Tecnico
- Emanuele Insalata - Match Analyst
- Giorgio D’Urbano - Preparatore atletico
- Massimo Magrini - Recupero infortunati
- Matteo Visani - Team Manager
- Treossi Fiorenzo - Referee Manager
- Alberto Santarelli - Club Manager
- Gandolfi Giorgio - Responsabile sanitario
- Argentoni Antonio - Medico sociale
- Sella Gianluigi - Medico sociale
- Valentini Stefano - Fisioterapista
- Canali Francesco - Fisioterapista
- Cucciniello Costantino - Fisioterapista
- Lantignotti Michela - Nutrizionista